# Список дипломатичних місій Чехії

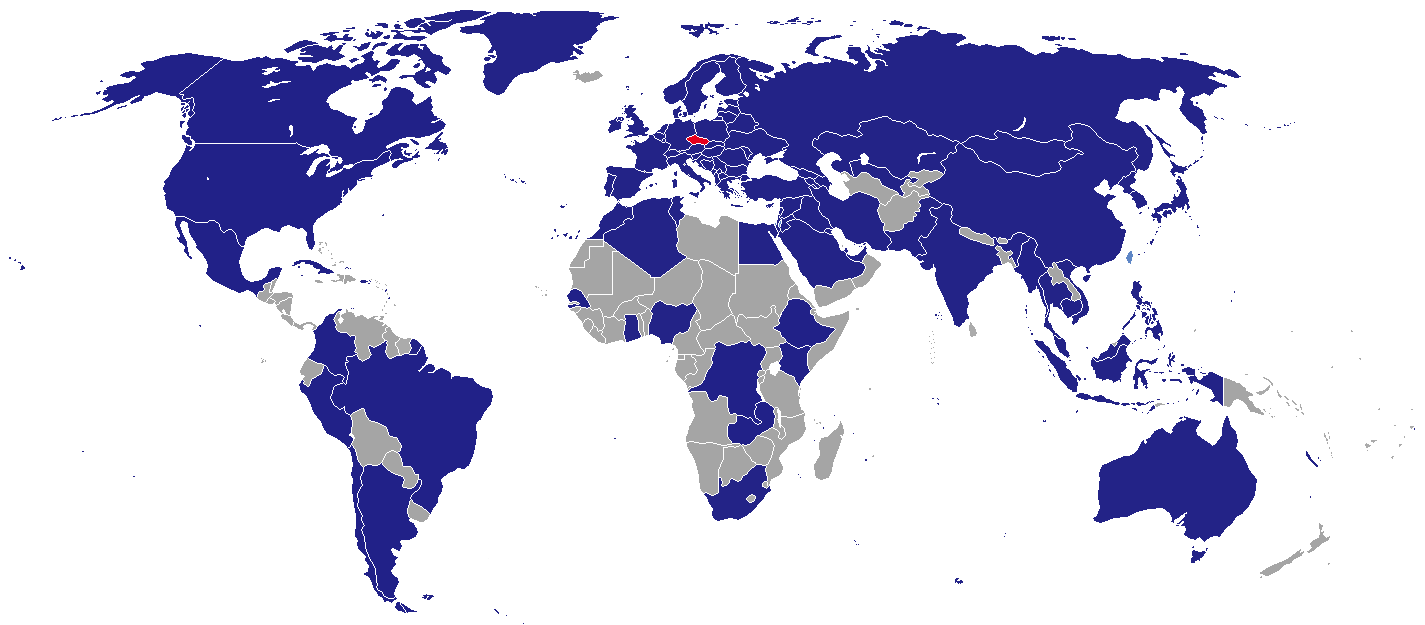
Країни, в яких є посольство Чехії.

Нижче представлено список дипломатичних місій Чехії. Чеська Республіка має дипломатичні стосунки із 191 державами світу, в 92 з яких є посольство Чехії. Більшість посольств Чехія успадкувала від Чехословаччини, при чому деякі посольства зараз знаходяться в одній будівлі із посольствами Словаччини, як наприклад в Києві. Останньою країною, з якою Чехія встановила дипломатичні стосунки, був Ліхтенштейн в 2009 році. До цього ці дві країни не мали дипломатичних стосунків через територіальні претензії Ліхтенштейну на 1 600 кв. км землі в Чехії.

## Посольства

### Європа
- Австрія: Відень
- Азербайджан: Баку
- Албанія: Тирана
- Бельгія: Брюссель
- Білорусь: Мінськ
- Болгарія: Софія
- Боснія і Герцеговина: Сараєво
- Ватикан: Рим
- Велика Британія: Лондон
- Вірменія: Єреван
- Греція: Афіни
- Грузія: Тбілісі
- Данія: Копенгаген
- Естонія: Таллінн
- Ірландія: Дублін
- Іспанія: Мадрид
- Італія: Рим
- Кіпр: Нікосія
- Косово: Приштина
- Латвія: Рига
- Литва: Вільнюс
- Люксембург: Люксембург
- Молдова: Кишинів
- Нідерланди: Гаага
- Німеччина: Берлін
- Норвегія: Осло
- Польща: Варшава
- Португалія: Лісабон
- Північна Македонія: Скоп'є
- Північна Македонія: Скоп'є
- Росія: Москва
- Румунія: Бухарест
- Сербія: Белград
- Словаччина: Братислава
- Словенія: Любляна
- Туреччина: Анкара
- Угорщина: Будапешт
- Україна: Київ (Посольство Чехії в Україні)
- Фінляндія: Гельсінкі
- Франція: Париж
- Хорватія: Загреб
- Чорногорія: Подгориця
- Швейцарія: Берн
- Швеція: Стокгольм

### Азія та Австралія
- Австралія: Канберра
- Афганістан: Кабул
- В'єтнам: Ханой
- Ізраїль: Тель-Авів
- Індія: Нью-Делі
- Індонезія: Джакарта
- Ірак: Багдад
- Іран: Тегеран
- Йорданія: Амман
- Казахстан: Астана
- Камбоджа: Пномпень
- КНР: Пекін
- Кувейт: Ель-Кувейт
- Ліван: Бейрут
- Малайзія: Куала-Лумпур
- Монголія: Улан-Батор
- М'янма: Янгон
- Норвегія: Пхеньян
- ОАЕ: Абу-Дабі
- Пакистан: Ісламабад
- Південна Корея: Сеул
- Саудівська Аравія: Ер-Ріяд
- Сирія: Дамаск
- Таїланд: Бангкок
- Узбекистан: Ташкент
- Філіппіни: Маніла
- Японія: Токіо

### Північна та Південна Америка
- Аргентина: Буенос-Айрес
- Бразилія: Бразиліа
- Канада: Оттава
- Колумбія: Богота
- Куба: Гавана
- Мексика: Мехіко
- Перу: Ліма
- США: Вашингтон
- Чилі: Сантьяго

### Африка
- Алжир: Алжир
- Гана: Аккра
- Ефіопія: Аддис-Абеба
- Єгипет: Каїр
- Замбія: Лусака
- Зімбабве: Хараре
- Кенія: Найробі
- Марокко: Рабат
- Нігерія: Абуджа
- ПАР: Преторія
- Сенегал: Дакар
- Туніс: Туніс

## Генеральні консульства
- Австралія: Сідней
- Бразилія: Сан-Паулу
- Ірак: Ербіль
- Канада: Торонто
- КНР: Гонконг
- КНР: Ченду
- КНР: Шанхай
- Німеччина: Дрезден
- Німеччина: Дюссельдорф (консульство)
- Німеччина: Мюнхен
- Росія: Єкатеринбург
- Росія: Санкт-Петербург
- США: Лос-Анджелес
- США: Нью-Йорк
- США: Чикаго
- Туреччина: Стамбул
- Україна: Львів

## Акредитовані посли
| Посол в           | Акредитований в |
| ----------------- | --- |
| Австралія         | Вануату, Острови Кука, Самоа, Соломонові Острови, Тонга, Фіджі |
| Алжир             | Малі |
| Аргентина         | Парагвай, Уругвай |
| Бразилія          | Венесуела, Гаяна, Суринам |
| Ватикан           | Мальтійський орден, Сан-Марино |
| Гана              | Буркіна-Фасо, Гамбія, Гвінея, Гвінея-Бісау, Кот-д'Івуар, Ліберія, Сьєрра-Леоне, Того                                                                                    |
| Данія             | Гренландія, Фарерські острови |
| Ефіопія           | Джибуті, Коморські Острови, Мадагаскар, Південний Судан, Сейшельські Острови, Сомалі                                                                                    |
| Єгипет            | Еритрея, Судан |
| Замбія            | Малаві |
| Зімбабве          | Малаві, Мозамбік |
| Ізраїль           | Палестина |
| Індія             | Бангладеш, Бутан, Мальдіви, Непал, Шрі-Ланка |
| Індонезія         | Бруней, Сінгапур, Східний Тимор |
| Іспанія           | Андорра |
| Італія            | Мальта, Сан-Марино |
| Казахстан         | Киргизстан |
| Кенія             | Бурунді, Руанда, Танзанія, Уганда |
| Колумбія          | Коста-Рика, Панама |
| Куба              | Багамські Острови, Барбадос, Венесуела, Гаїті, Гренада, Домініка, Домініканська Республіка, Сент-Вінсент і Гренадини, Сент-Кіттс і Невіс, Сент-Люсія, Тринідад і Тобаго |
| Кувейт            | Катар |
| Малайзія          | Кірибаті, Папуа Нова Гвінея, Тувалу |
| Марокко           | Західна Сахара, Мавританія |
| Мексика           | Беліз, Гватемала, Гондурас, Домініканська Республіка, Нікарагуа, Панама, Сальвадор                                                                                      |
| Нігерія           | Бенін, Габон, Екваторіальна Гвінея, Камерун, Нігер, Республіка Конго, Центральноафриканська Республіка, Чад                                                             |
| Нідерланди        | Нідерландські Антильські острови |
| Норвегія          | Острів Буве, Ісландія |
| ОАЕ               | Ємен |
| ПАР               | Ангола, Ботсвана, Лесото, Маврикій, Мадагаскар, Мозамбік, Намібія, Есватіні                                                                                             |
| Перу              | Еквадор |
| Португалія        | Кабо-Верде, Сан-Томе і Принсіпі |
| Саудівська Аравія | Бахрейн, Ємен, Оман |
| Сербія            | Чорногорія |
| США               | Антигуа і Барбуда, Ямайка |
| Таїланд           | Камбоджа, Лаос, М'янма |
| Туніс             | Лівія |
| Узбекистан        | Таджикистан, Туркменістан |
| Філіппіни         | Маршаллові Острови, Науру, Палау, Федеративні Штати Мікронезії |
| Франція           | Монако |
| Чилі              | Болівія |
| Швейцарія         | Ліхтенштейн |

## Представництва в міжнародних організаціях
- Європейський Союз: Брюссель
- Рада Європи: Страсбург
- НАТО: Брюссель
- Організація Об'єднаних Націй: Нью-Йорк
- Організація Об'єднаних Націй: Женева
- Організація Об'єднаних Націй,

 Організація з безпеки і співробітництва в Європі та
інші міжнародні організації: Відень
- ЮНЕСКО: Париж
- Організація економічного співробітництва та розвитку: Париж

## Чеські центри

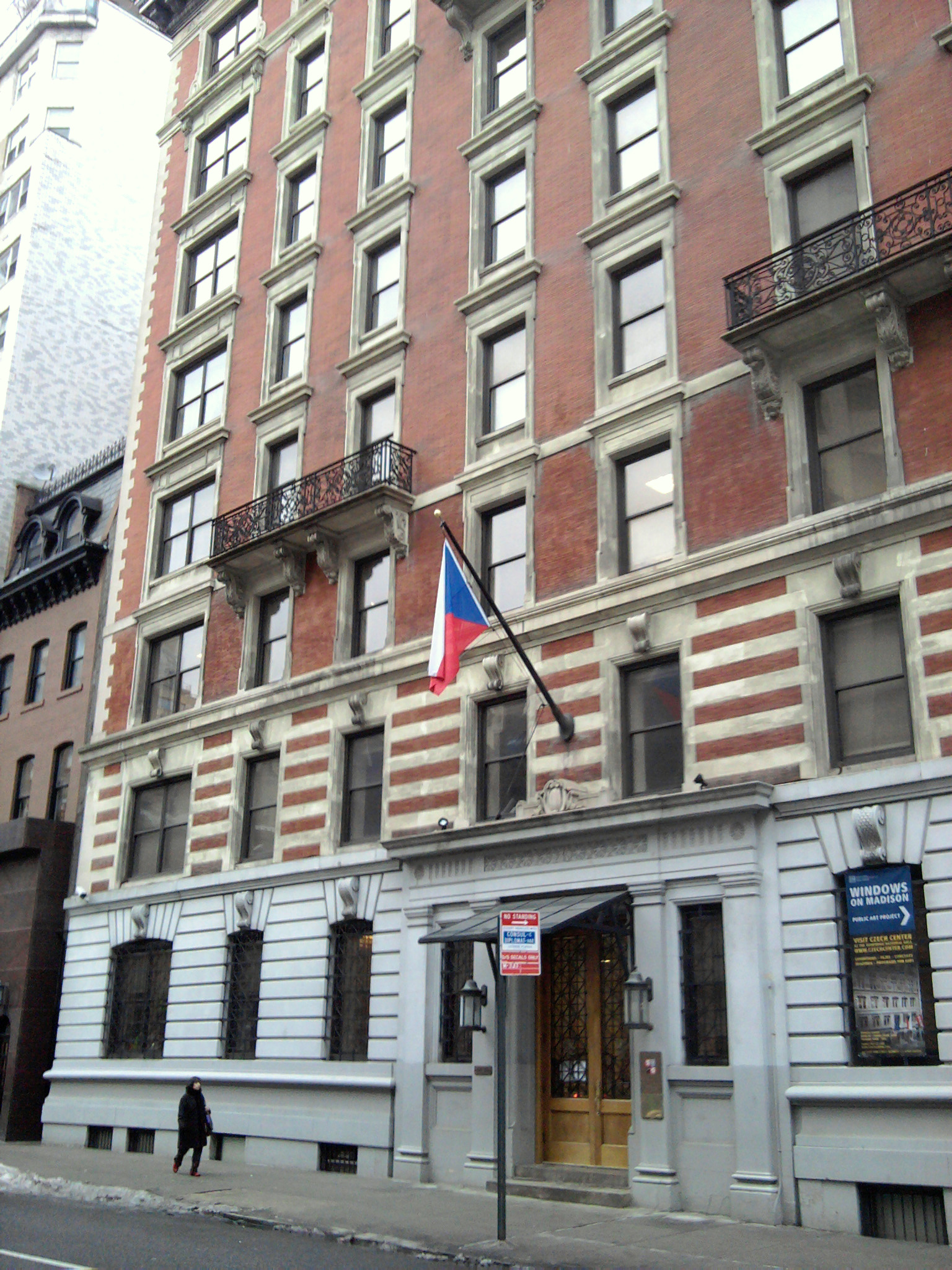
Чеський центр в Нью-Йорку.

Чеські центри є мережою установ в різних містах світу, підпорядкованих Міністерству закордонних справ Чехії, метою яких є популяризація чеської культури та освіти закордоном.
- Австрія: Відень
- Бельгія: Брюссель
- Болгарія: Софія
- Велика Британія: Лондон
- Греція: Салоніки (чесько-грецька рада)
- Ізраїль: Тель-Авів
- Іспанія: Мадрид
- Італія: Мілан
- Південна Корея: Сеул
- Нідерланди: Роттердам
- Німеччина: Берлін
- Німеччина: Дюссельдорф
- Німеччина: Мюнхен
- Польща: Варшава
- Росія: Москва
- Росія: Москва (чеський дім)
- Румунія: Бухарест
- Словаччина: Братислава
- США: Нью-Йорк
- Угорщина: Будапешт
- Україна: Київ
- Франція: Париж
- Швеція: Стокгольм
- Японія: Токіо

## Інші представництва
- Представництво Чехії при Палестинській державі
- Економічно-культурне бюро на Тайвані

## Галерея

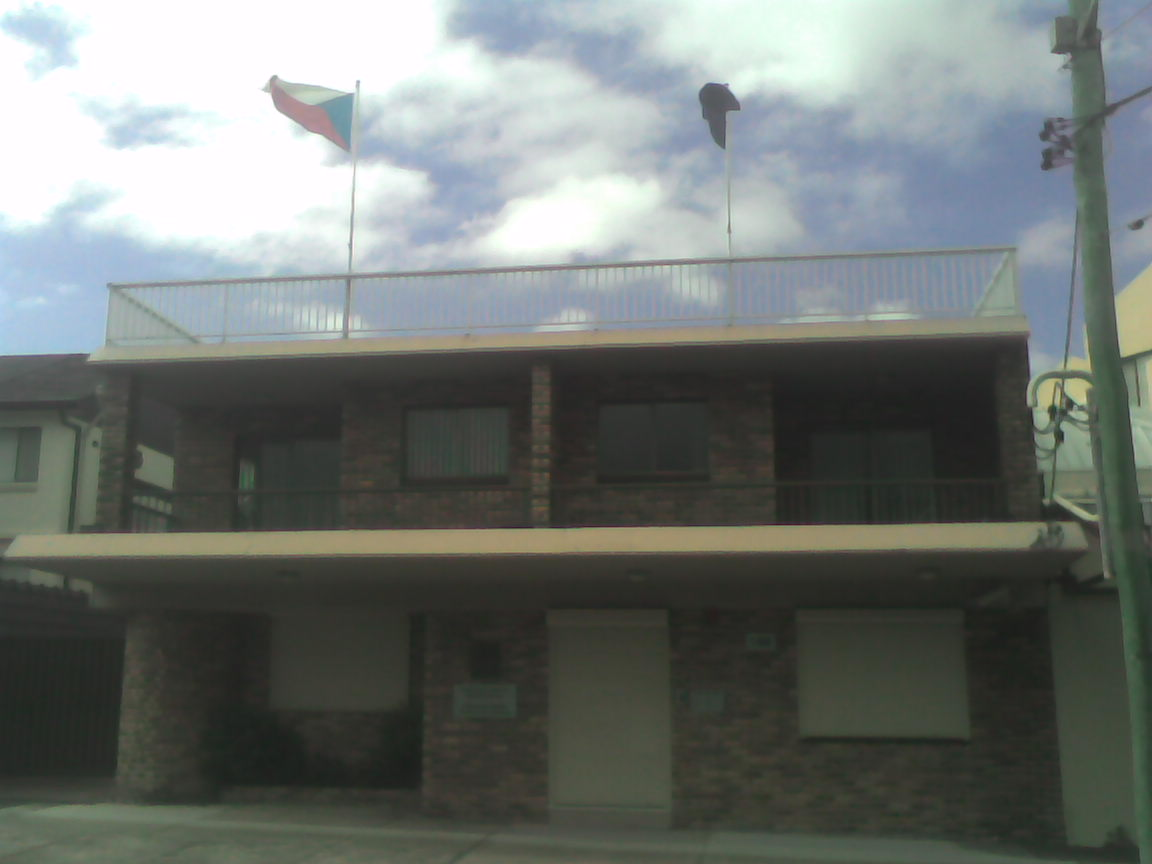
Посольство Чехії в Австралії
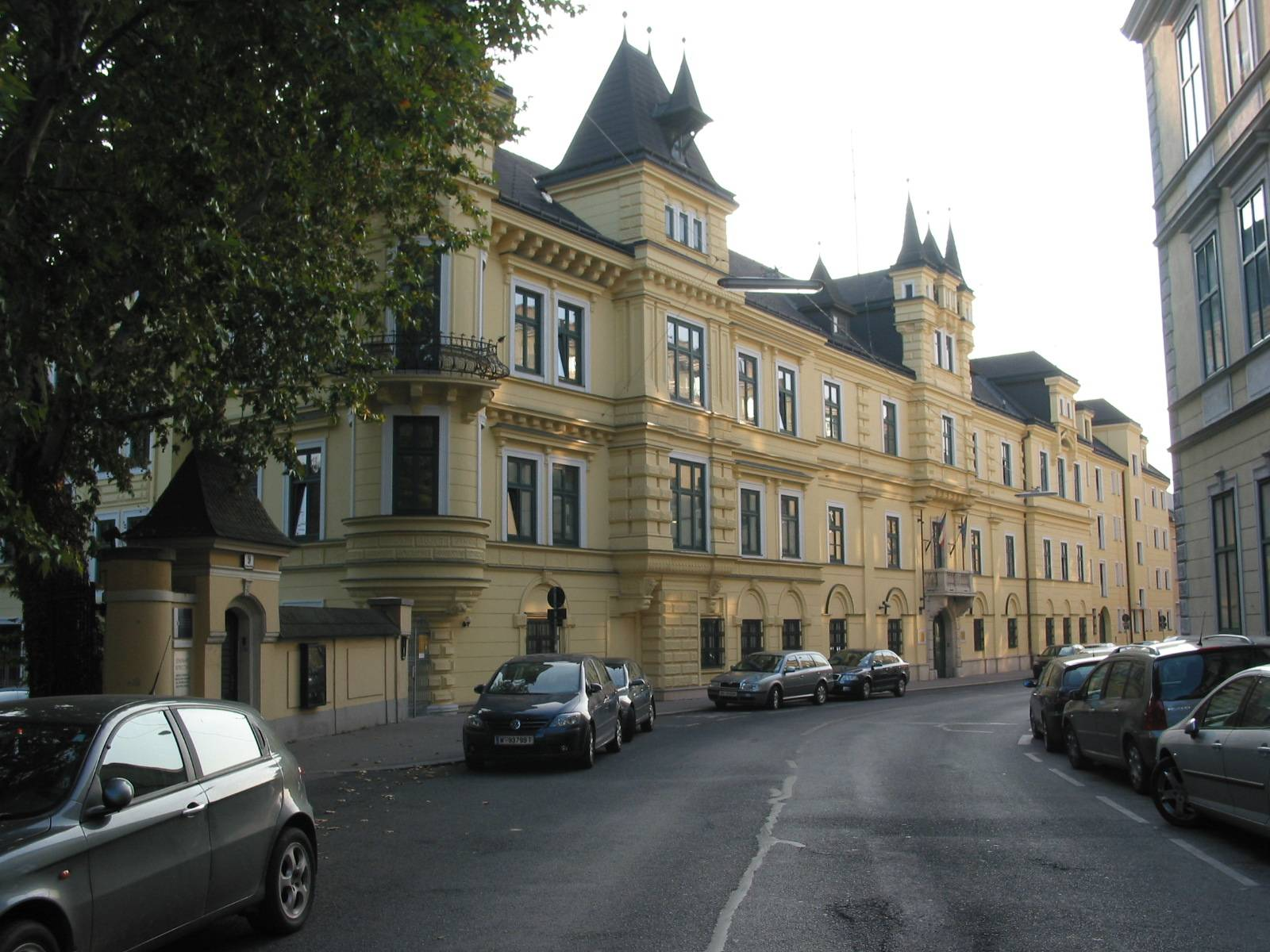
Посольство Чехії в Австрії
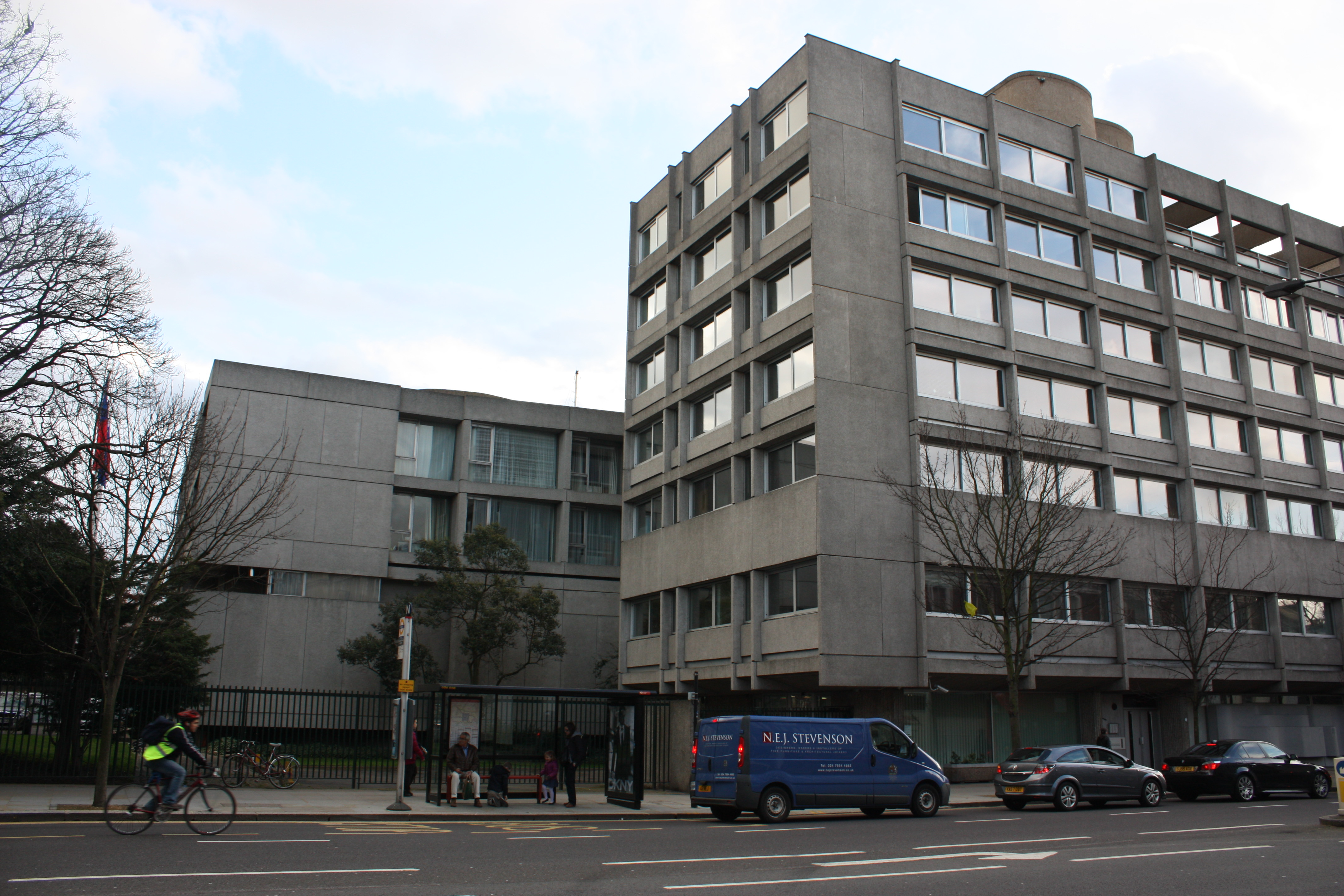
Посольство Чехії в Великій Британії
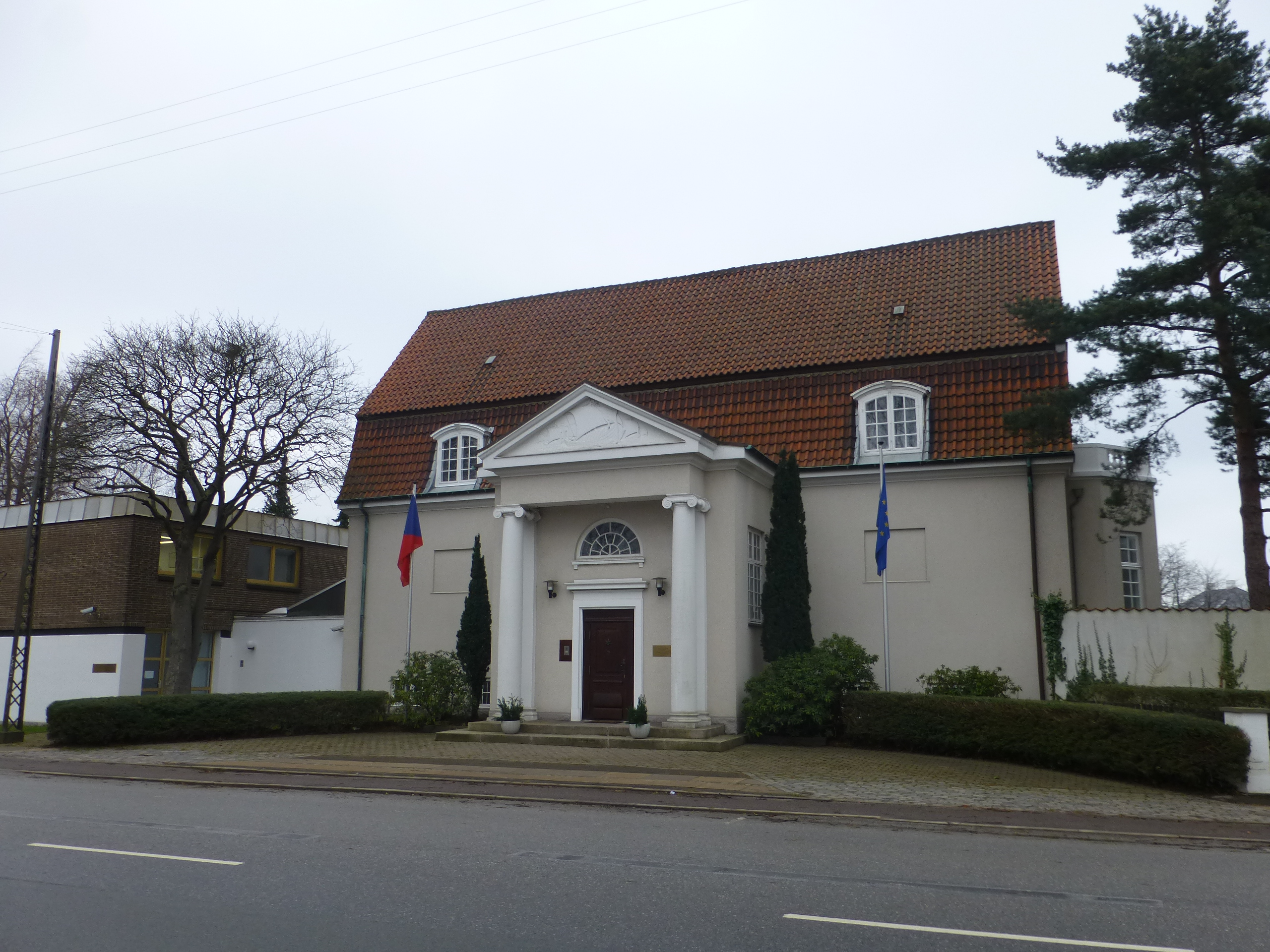
Посольство Чехії в Данії
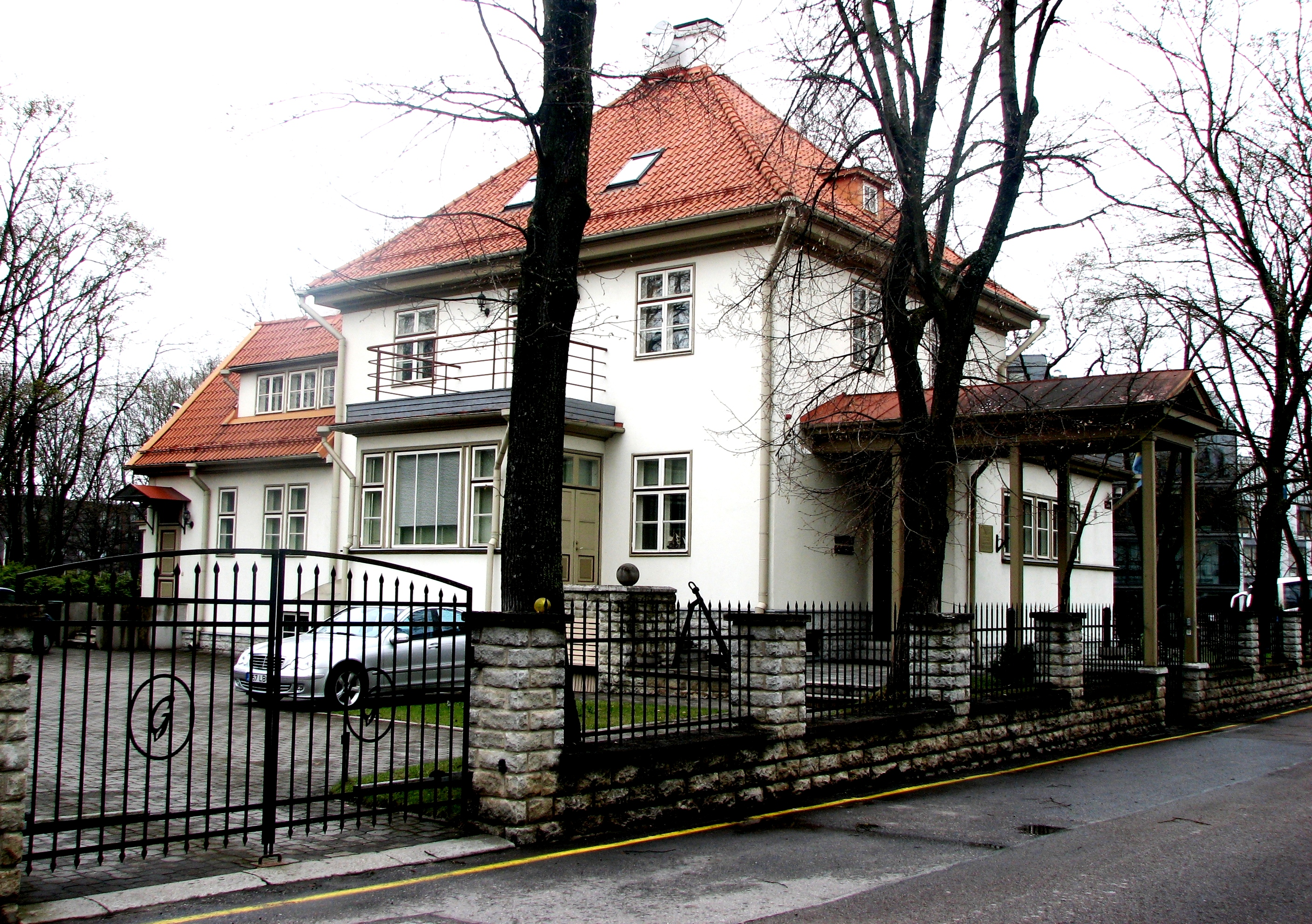
Посольство Чехії в Естонії
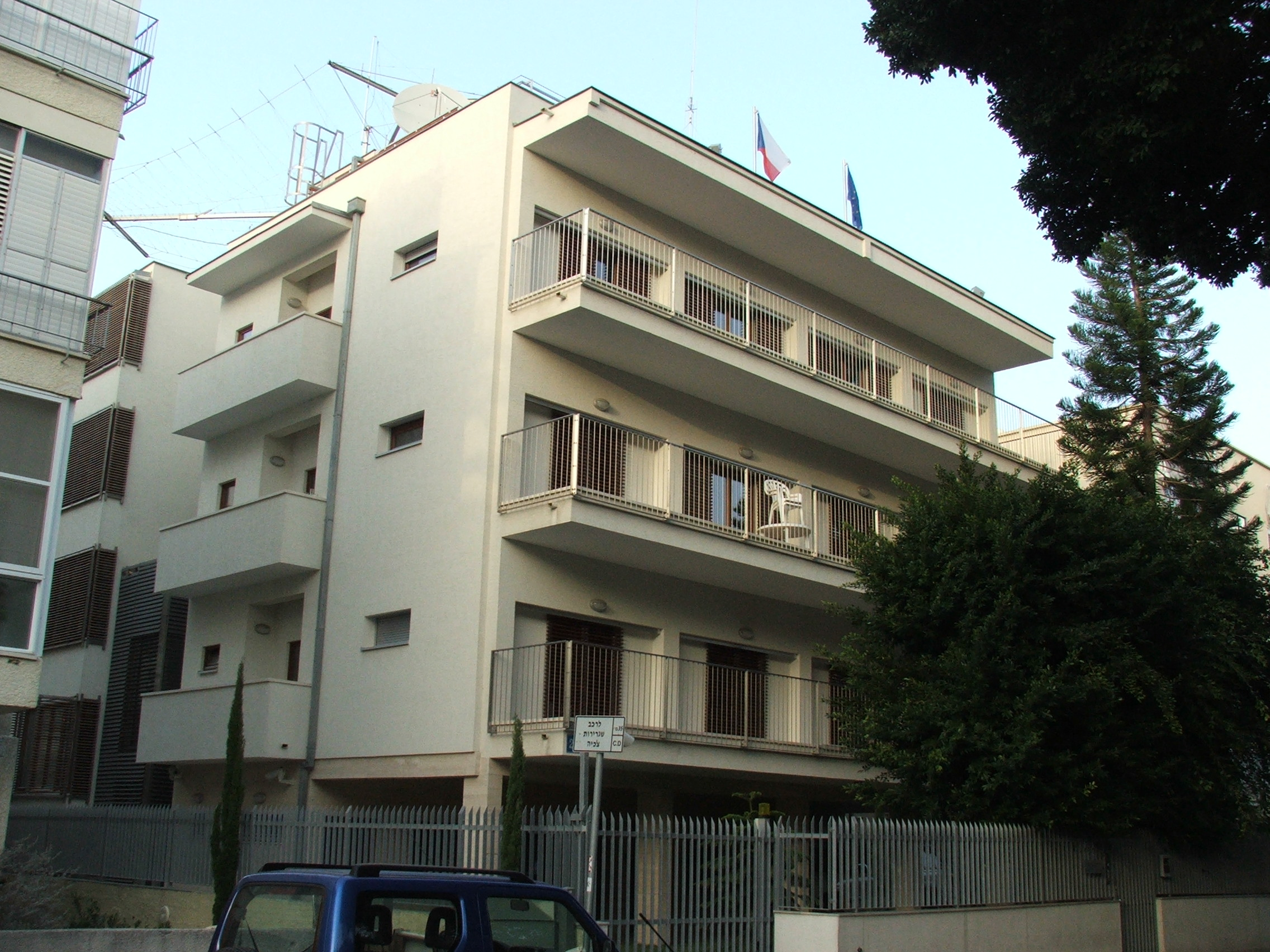
Посольство Чехії в Ізраїлі
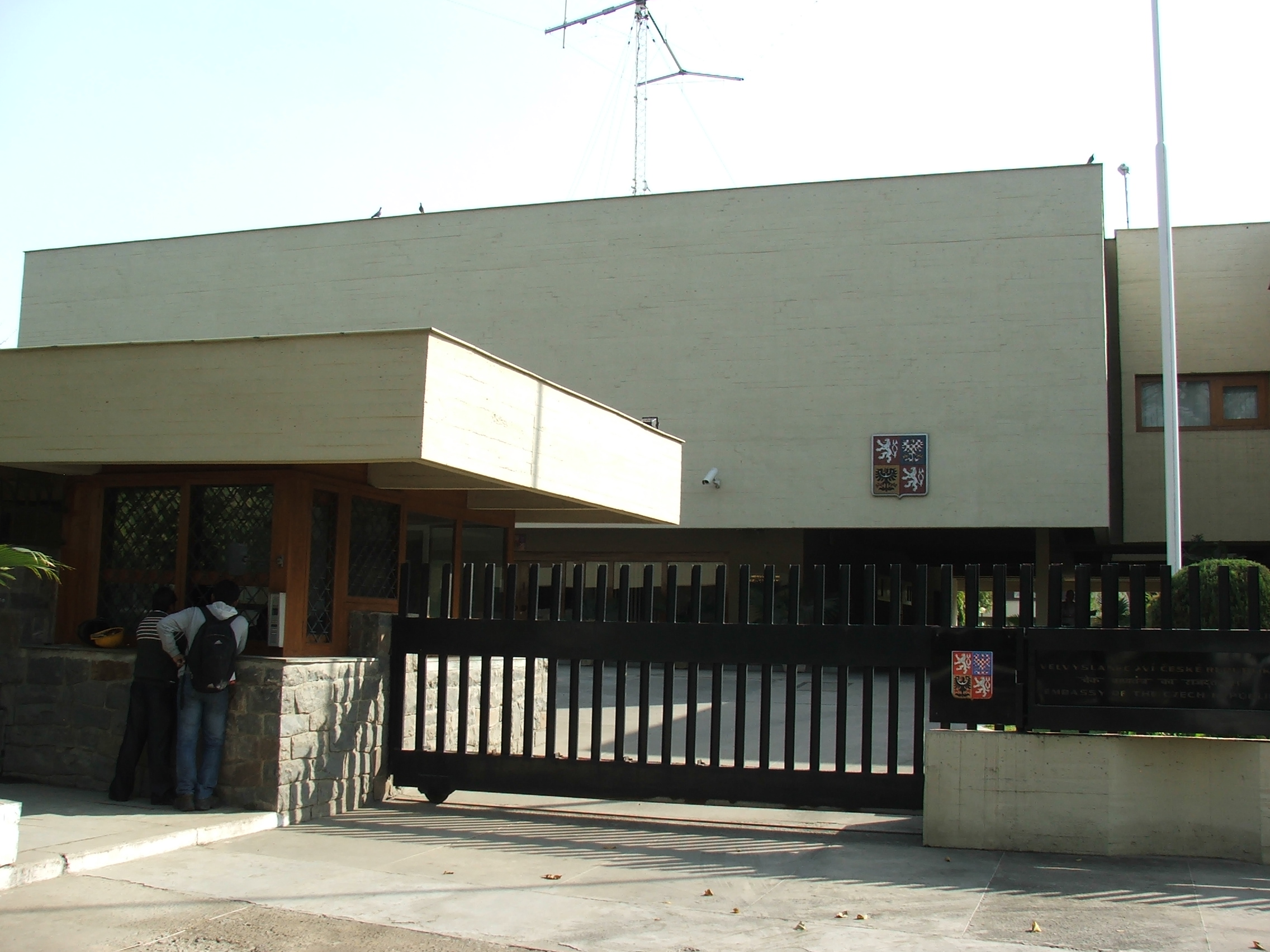
Посольство Чехії в Індії
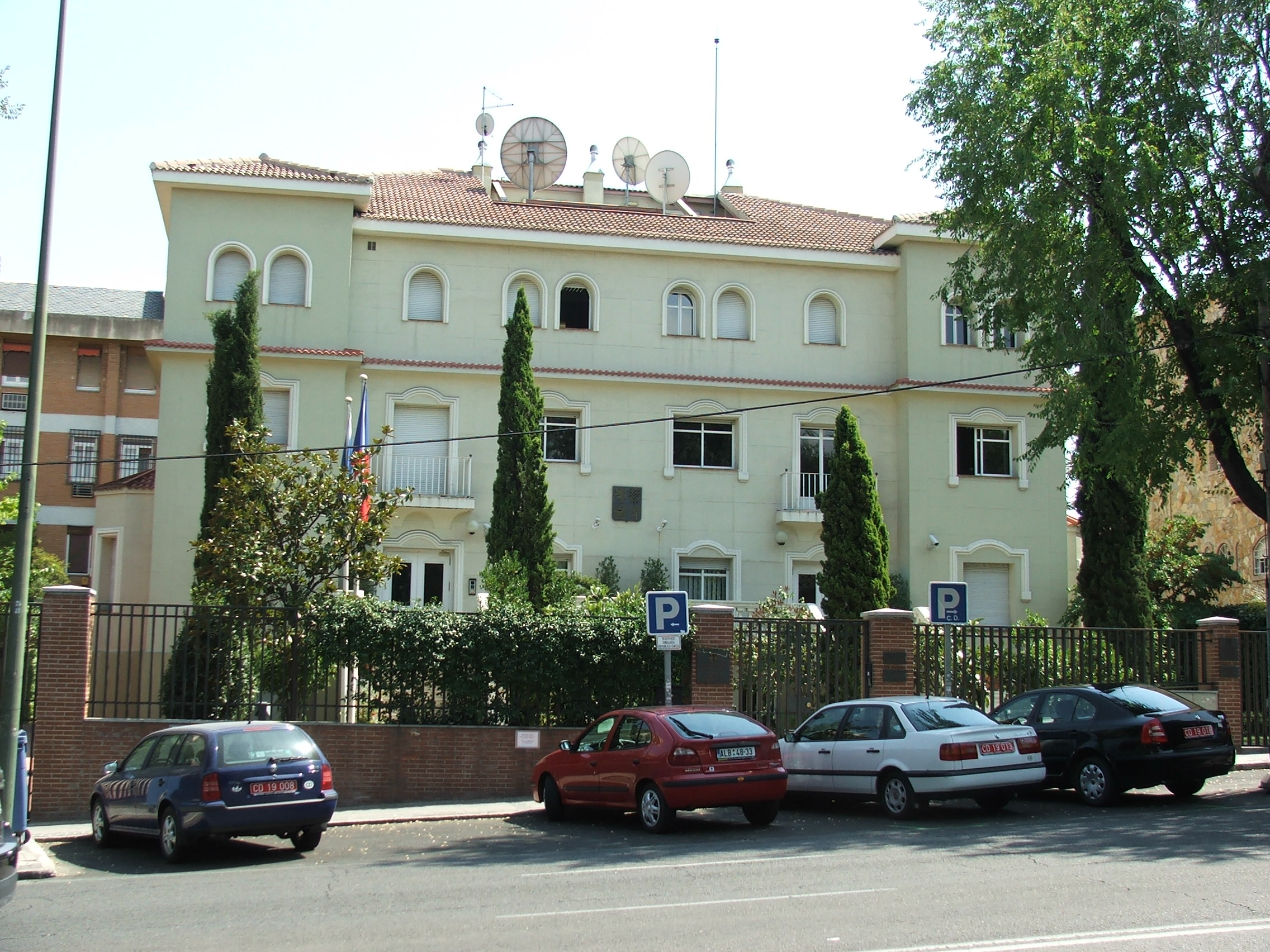
Посольство Чехії в Іспанії
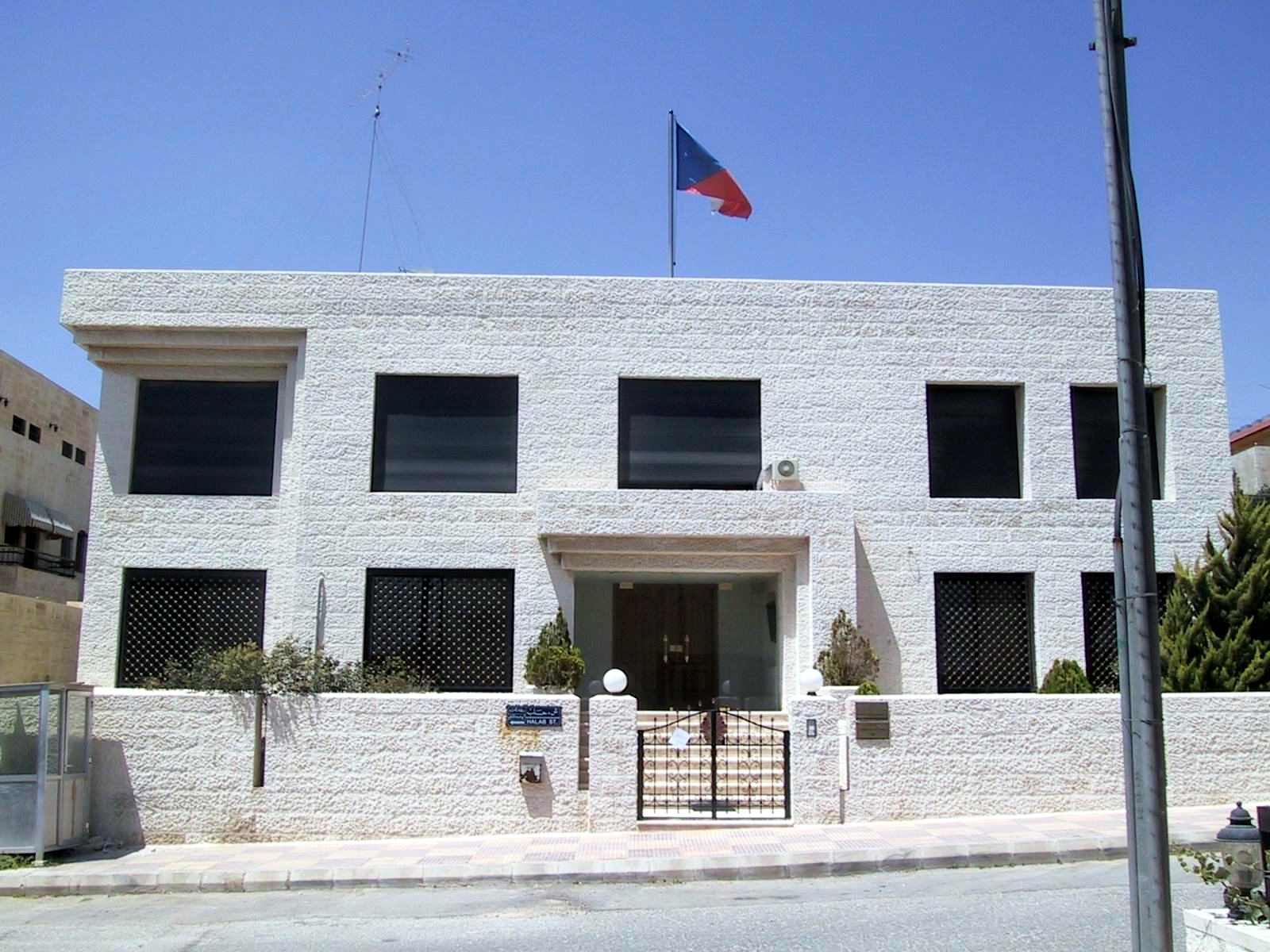
Посольство Чехії в Йорданії
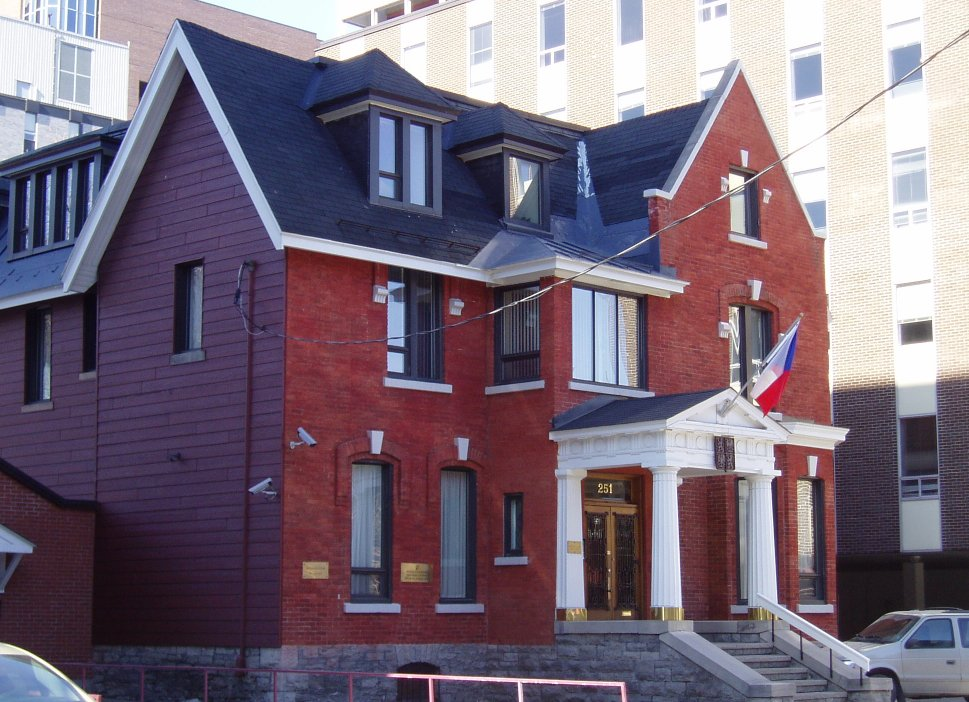
Посольство Чехії в Канаді
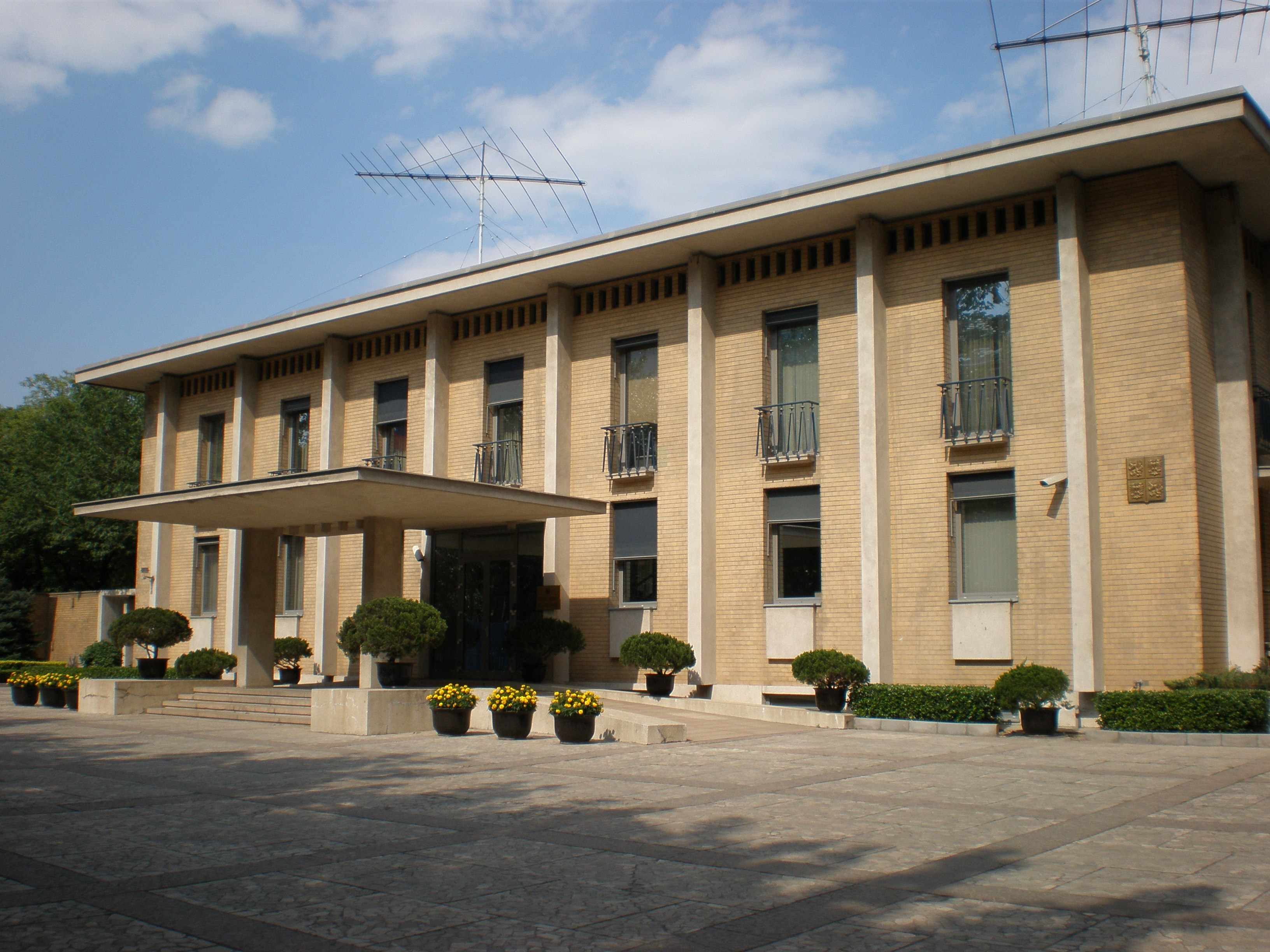
Посольство Чехії в Китаї
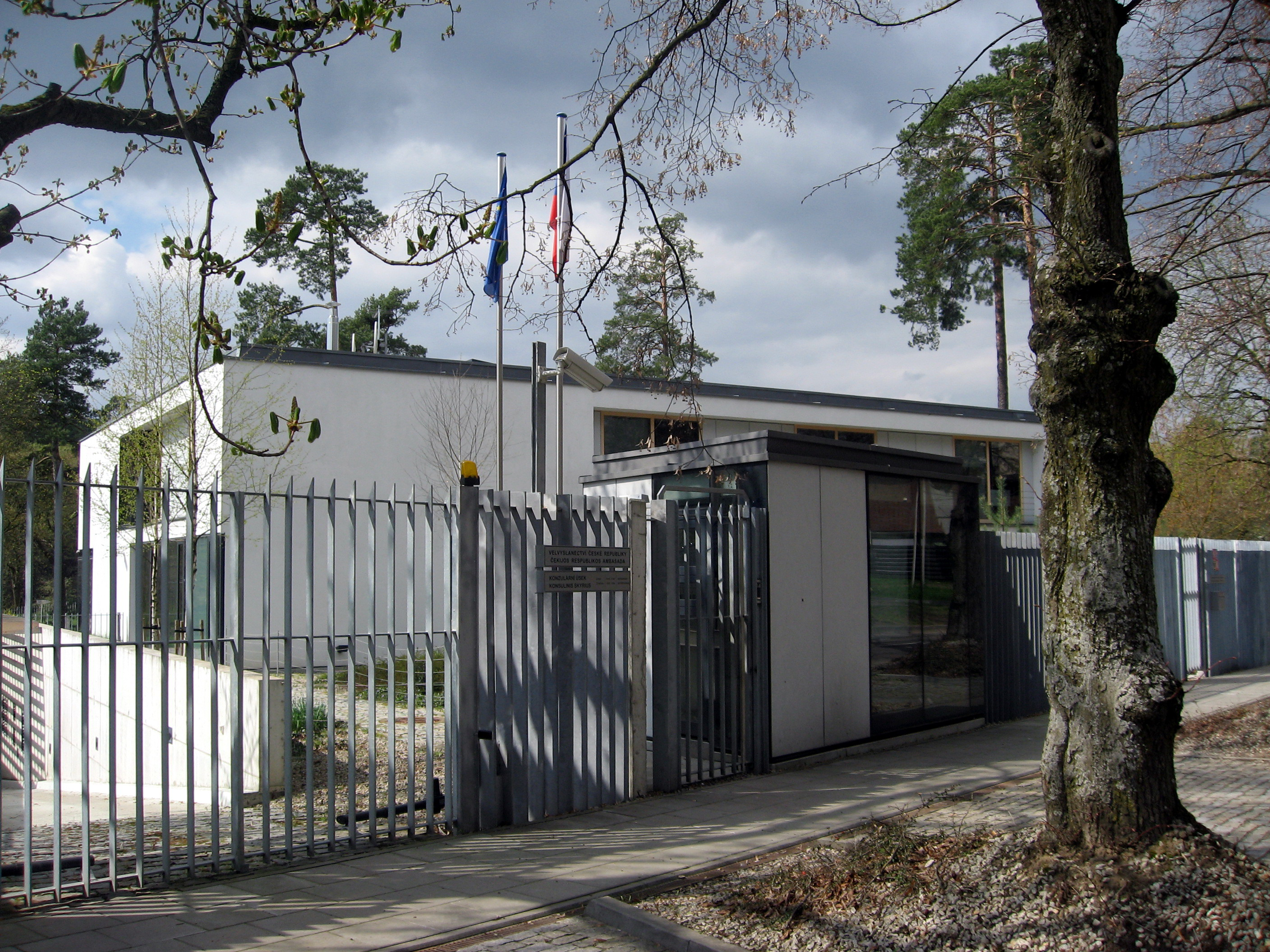
Посольство Чехії в Литві
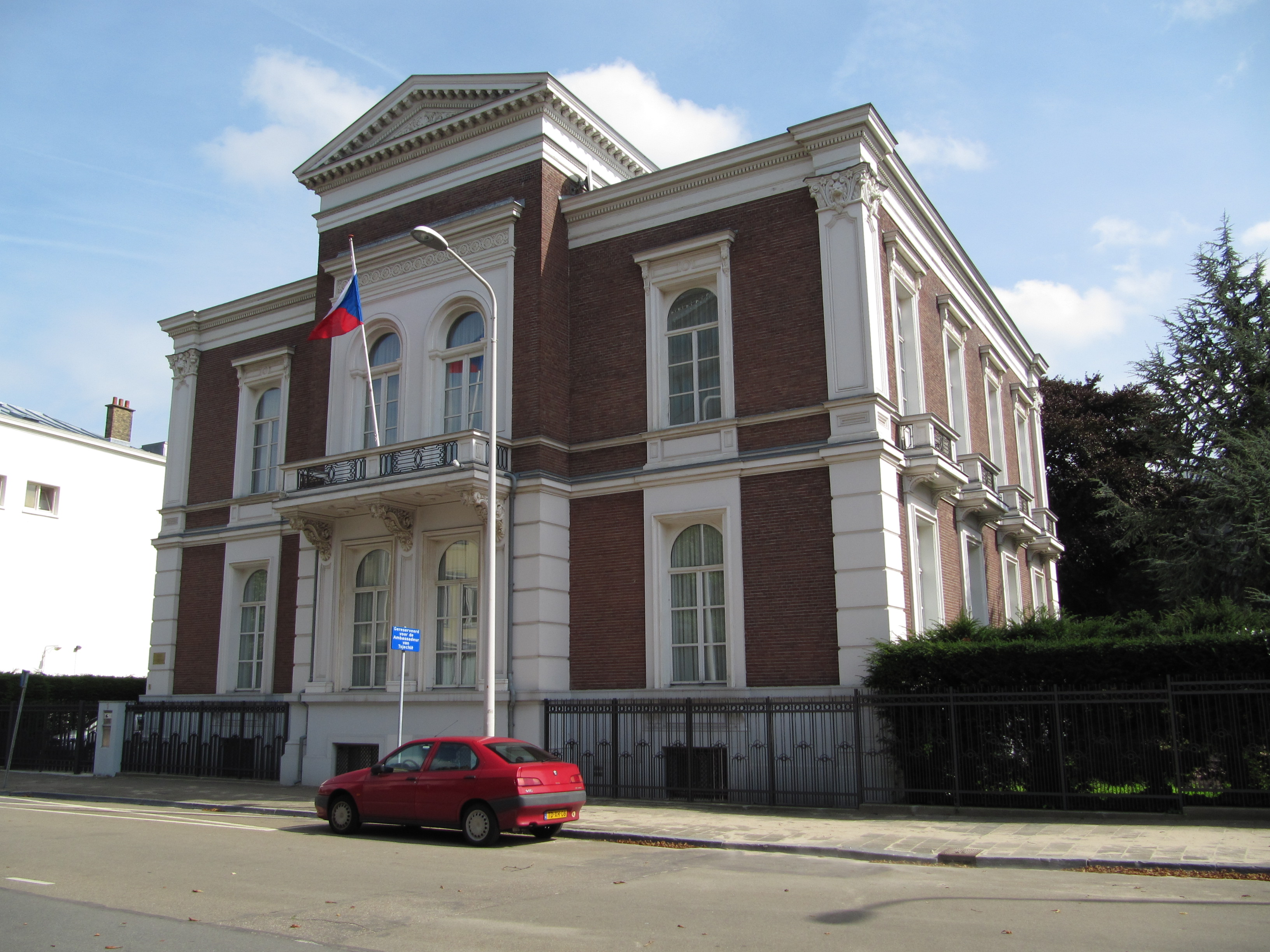
Посольство Чехії в Нідерландах
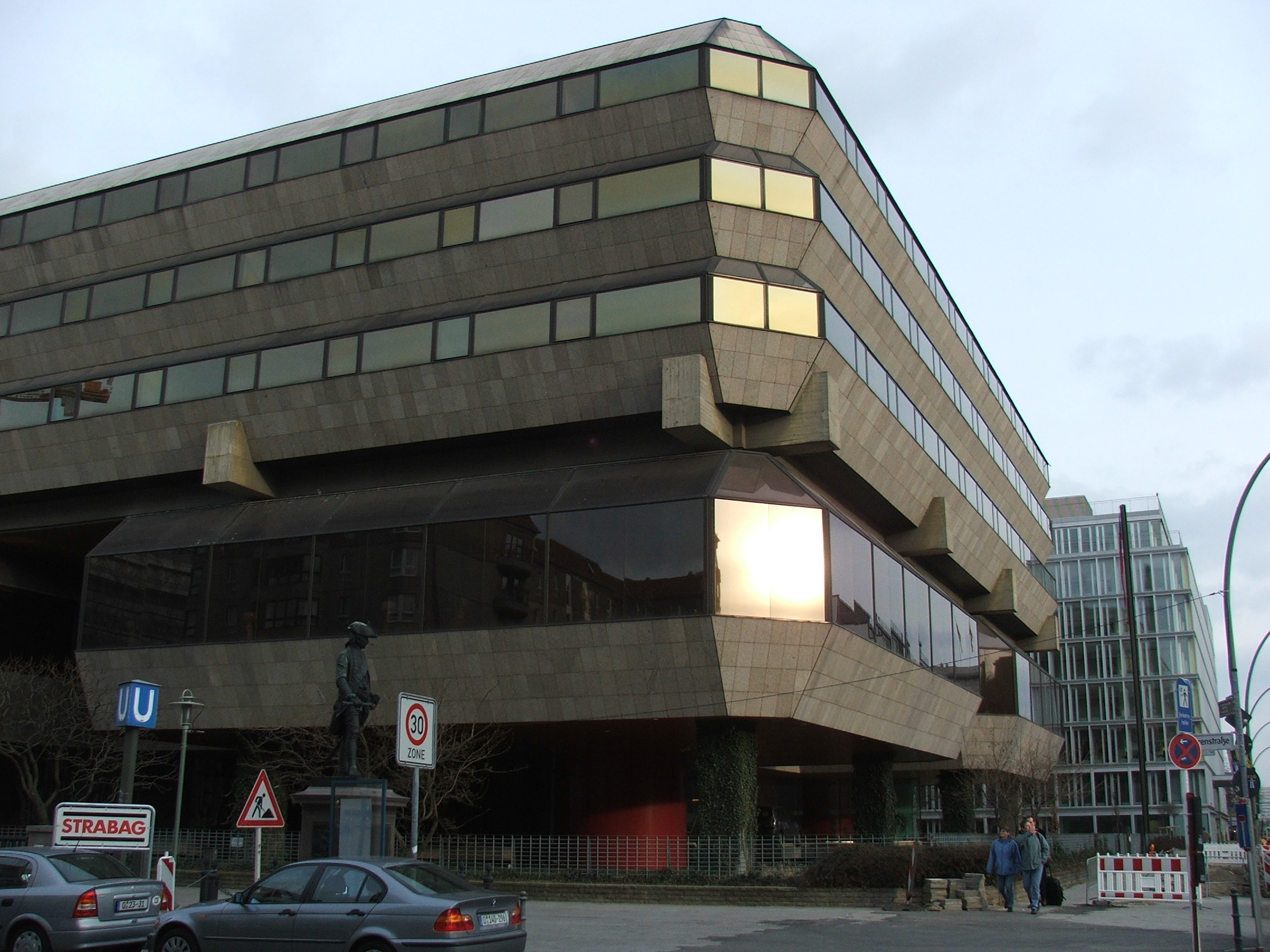
Посольство Чехії в Німеччині
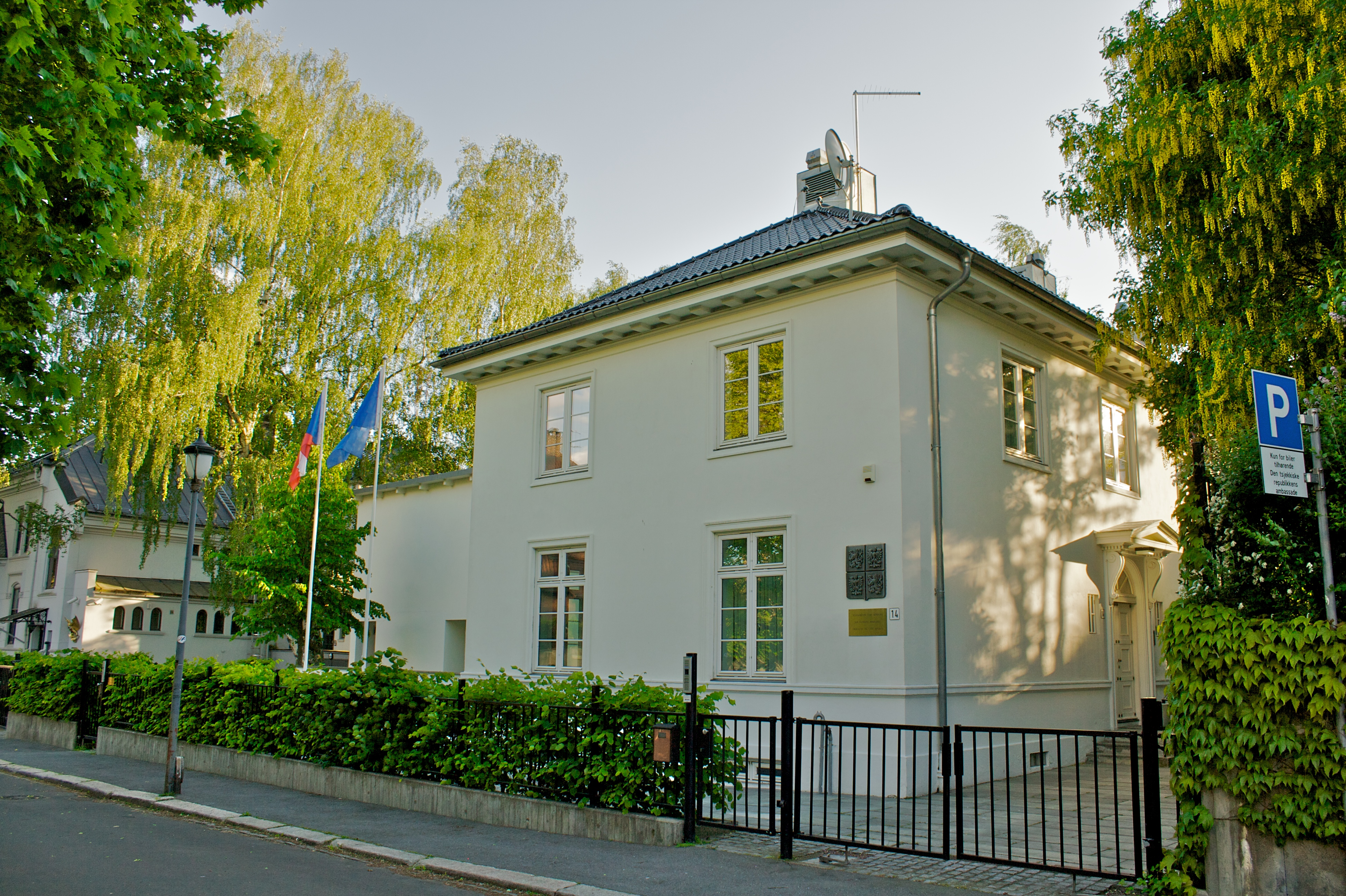
Посольство Чехії в Норвегії
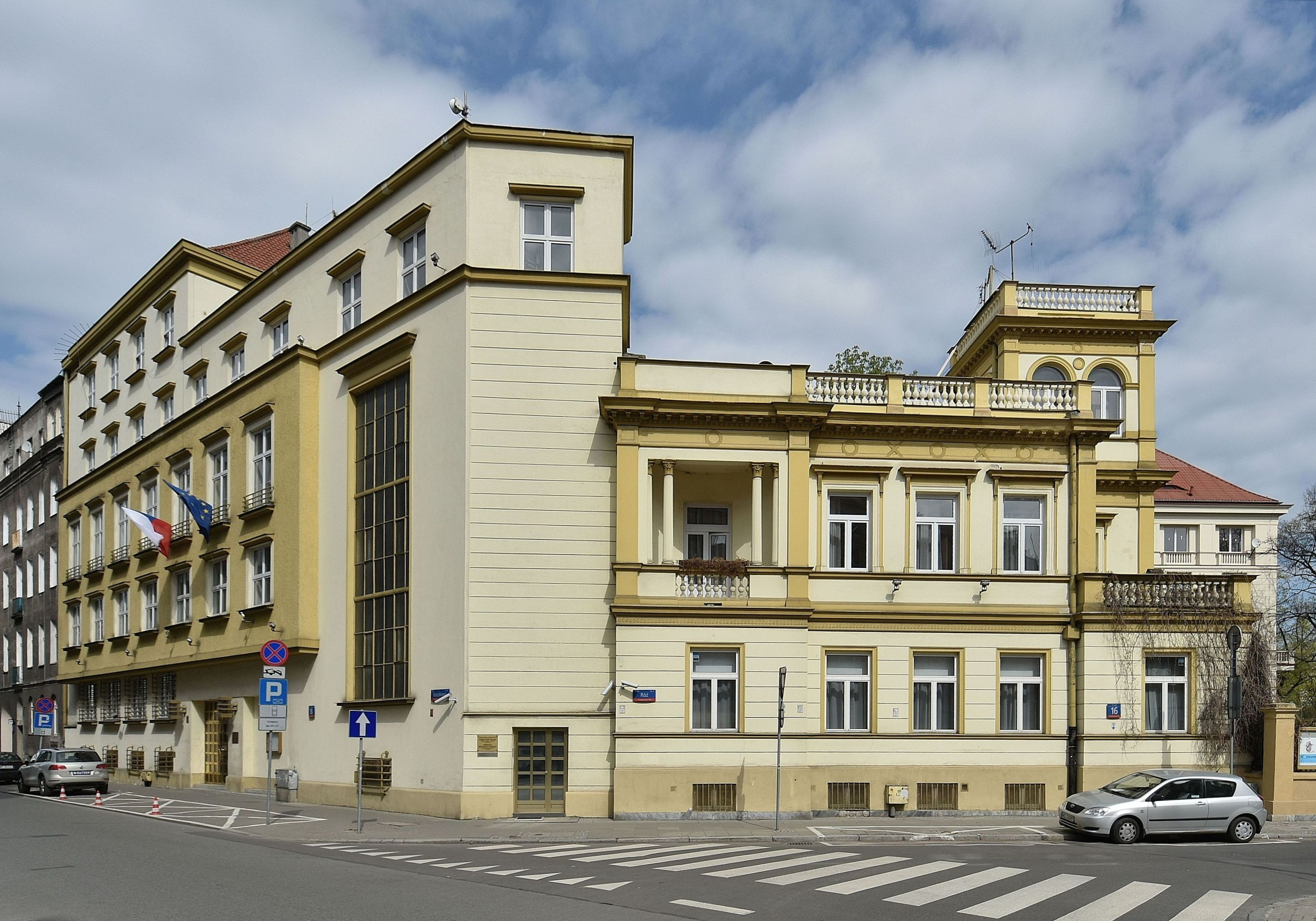
Посольство Чехії в Польщі
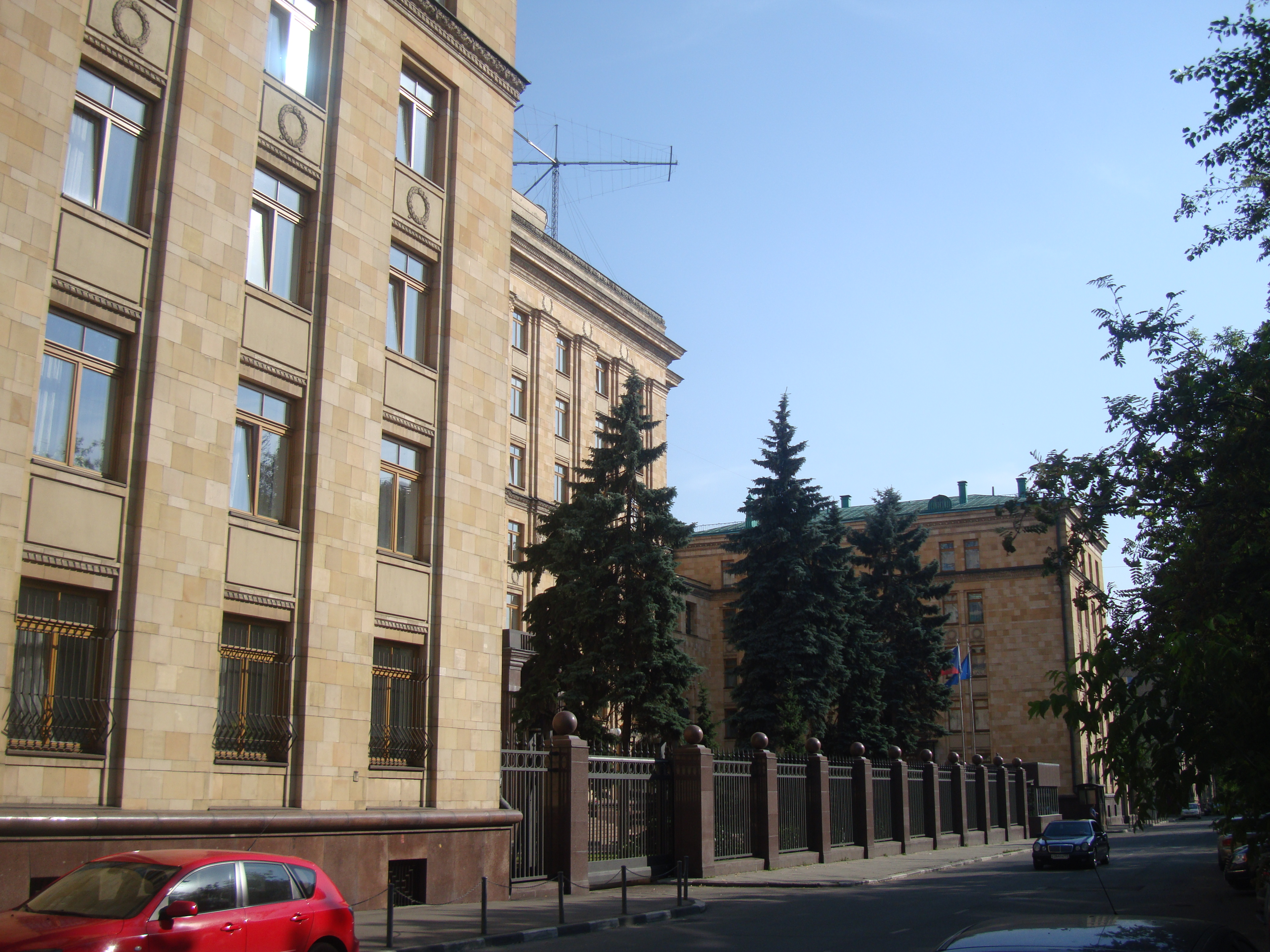
Посольство Чехії в Росії
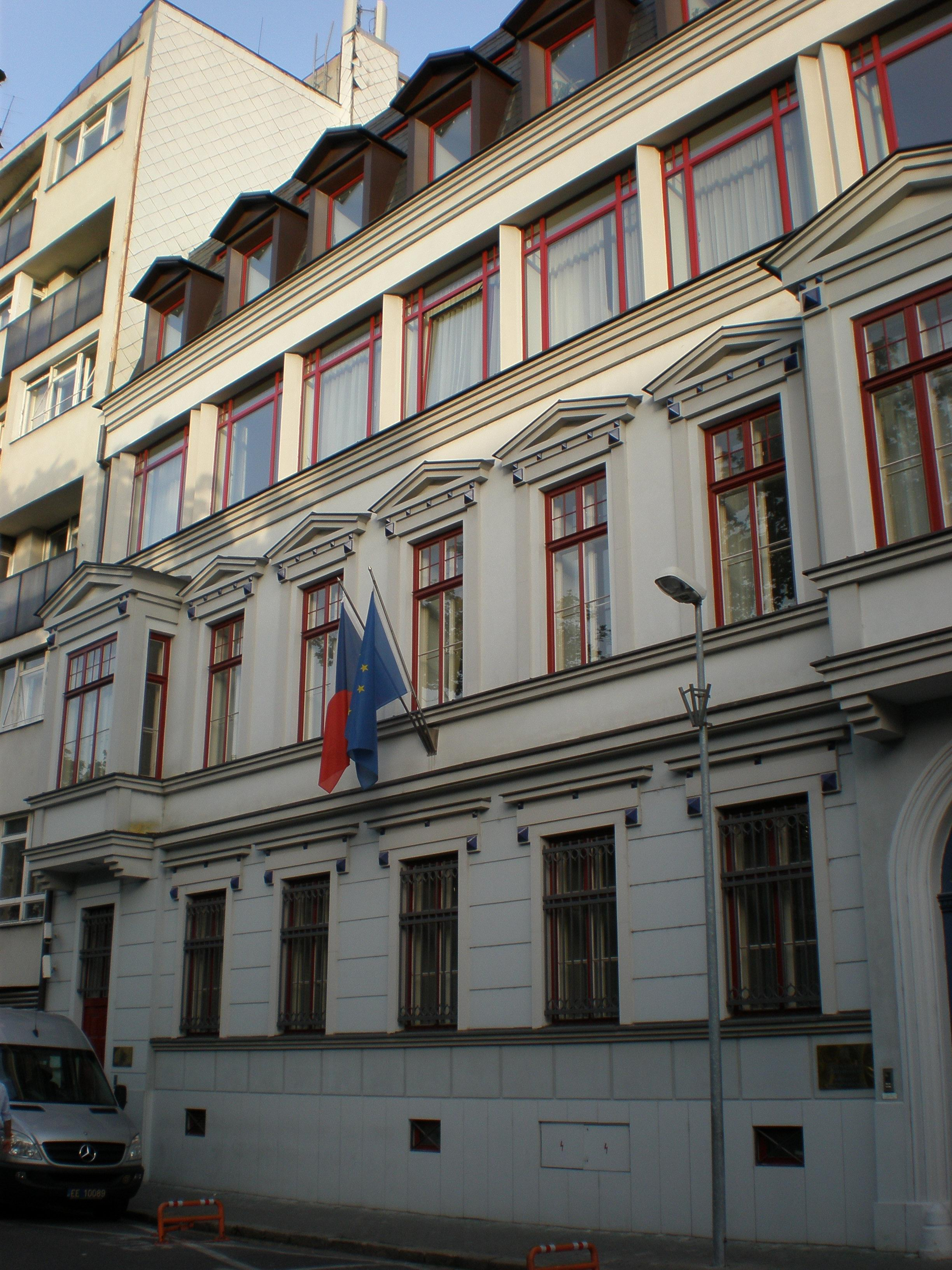
Посольство Чехії в Словаччині
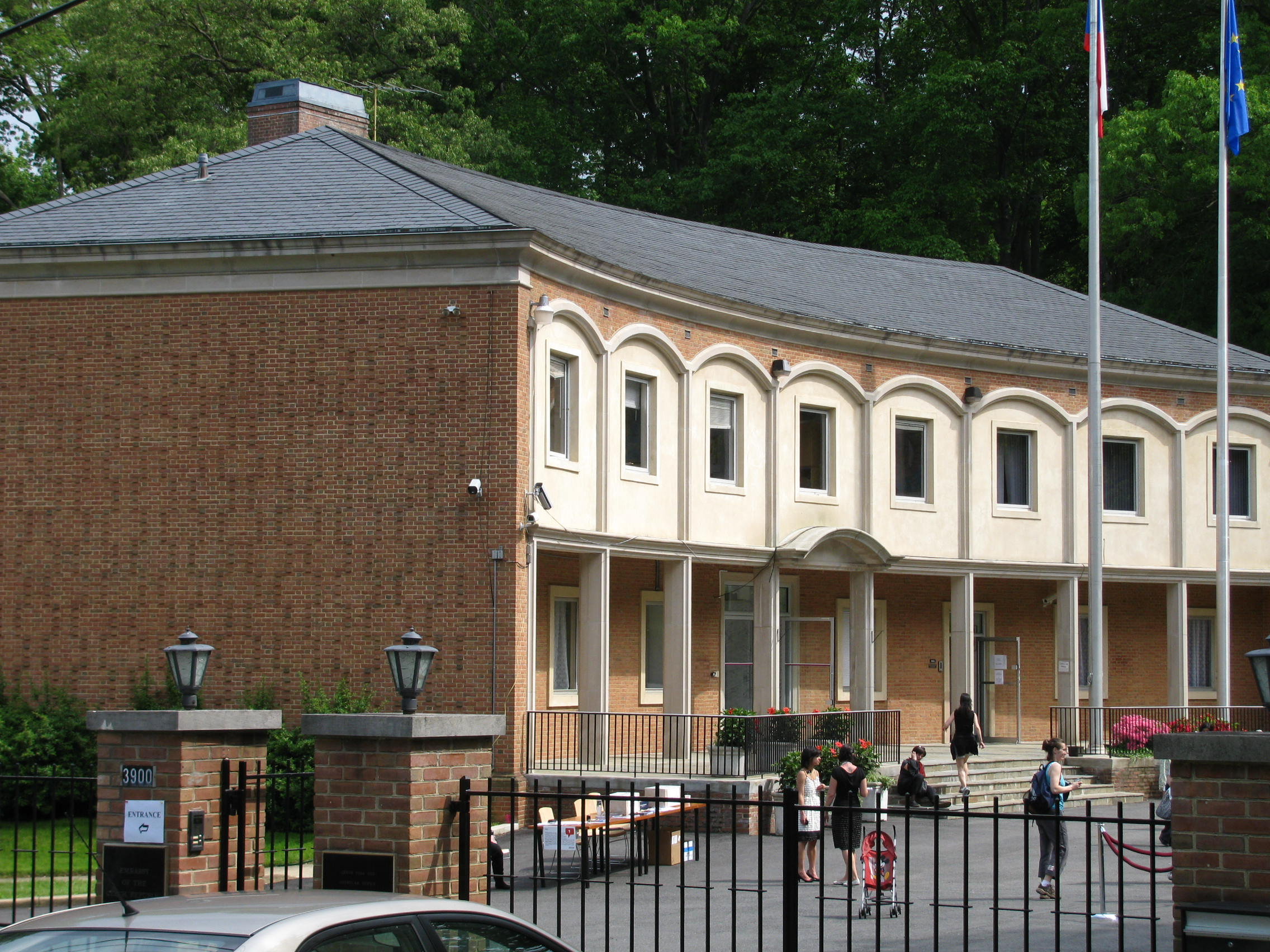
Посольство Чехії в США
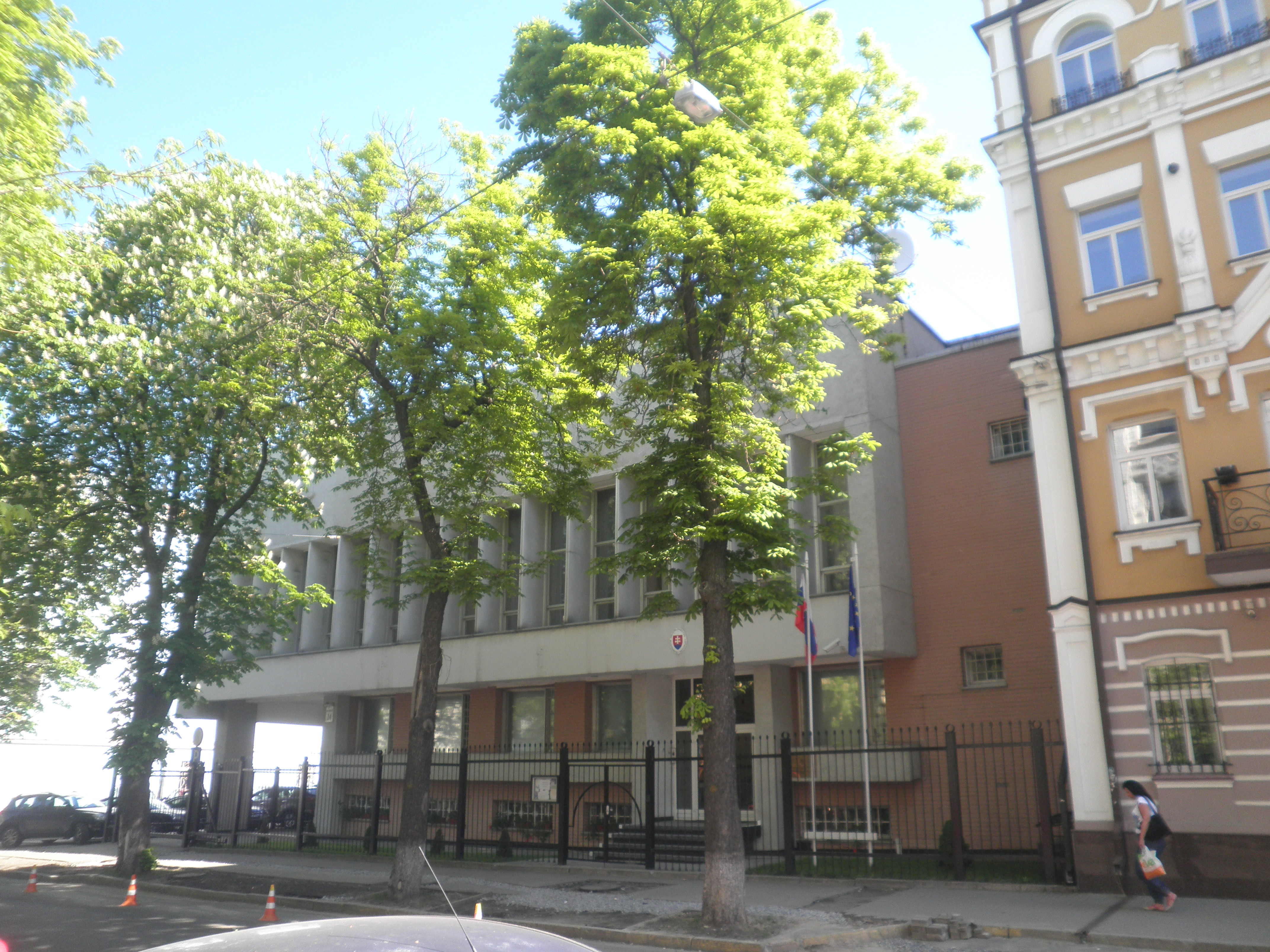
Посольство Чехії в Україні
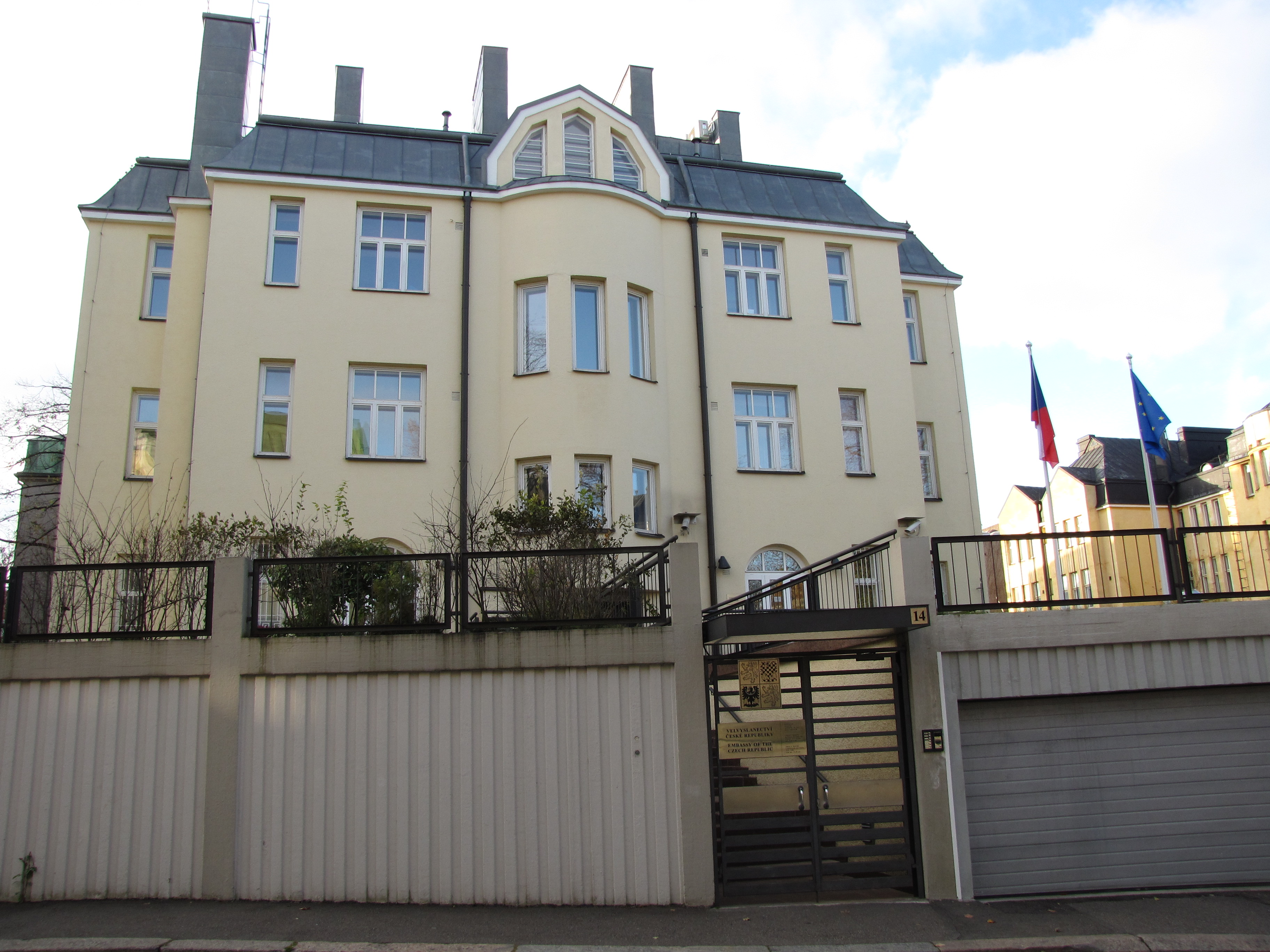
Посольство Чехії у Фінляндії
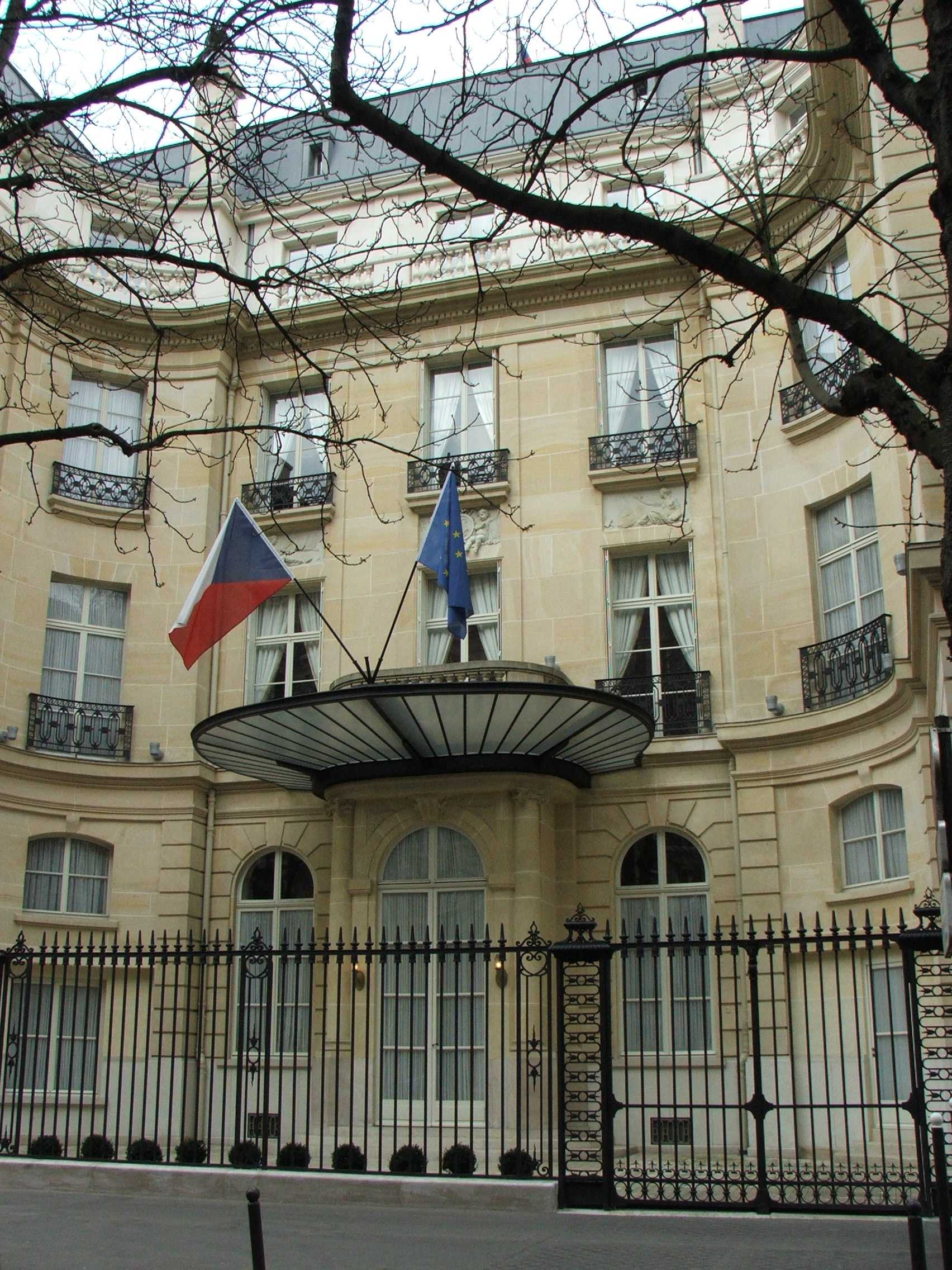
Посольство Чехії у Франції
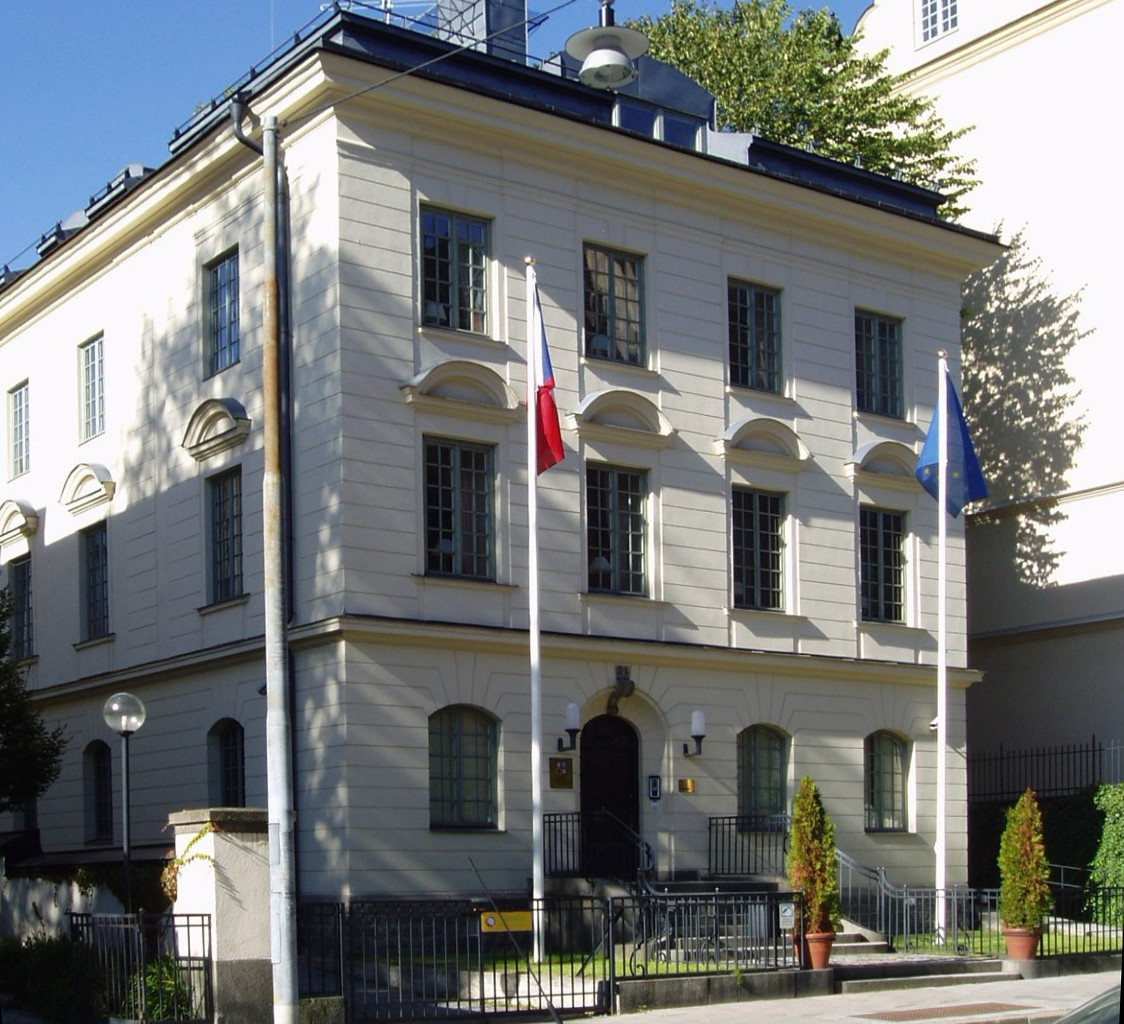
Посольство Чехії в Швеції
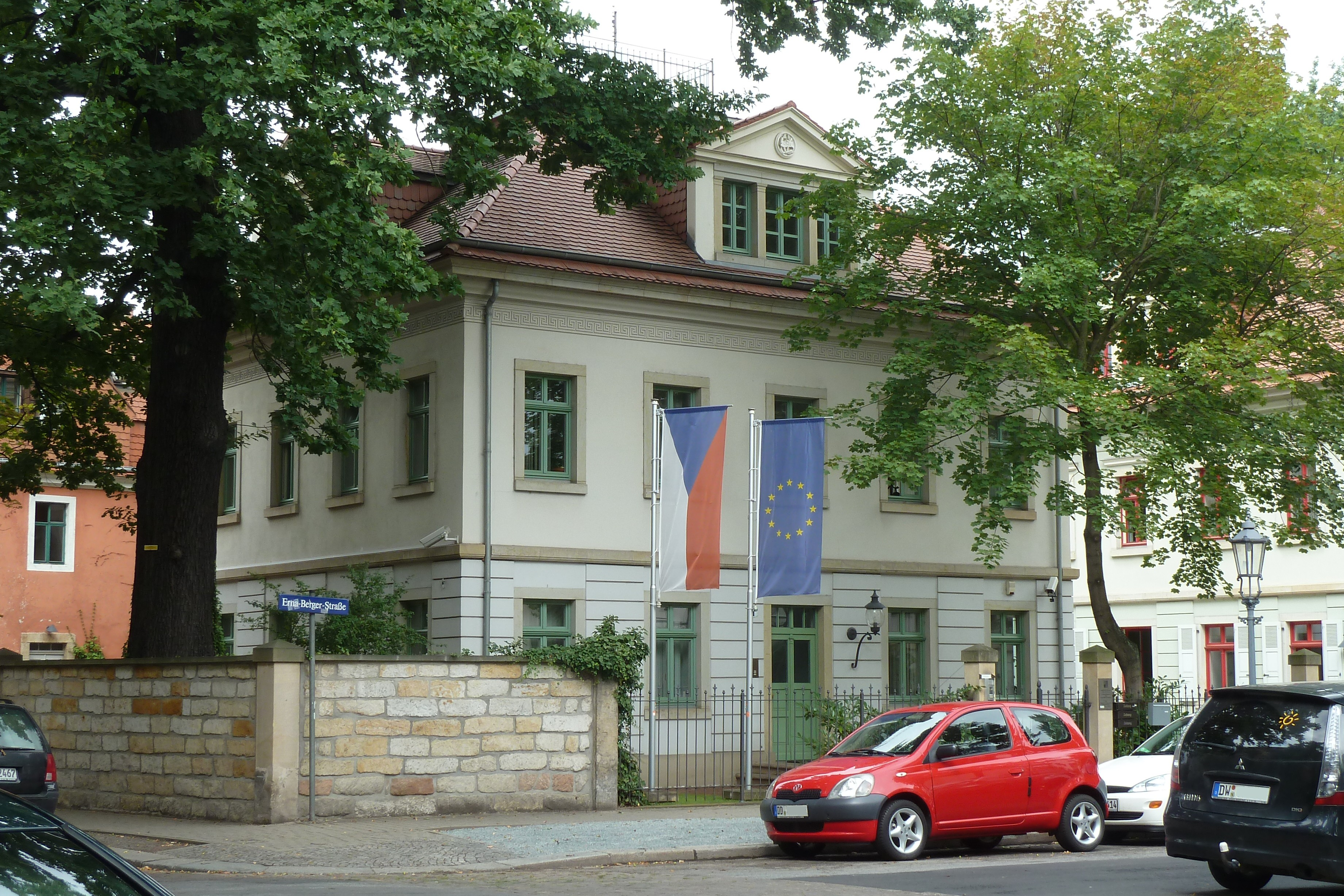
Консульство Чехії в Дрездені, Німеччина
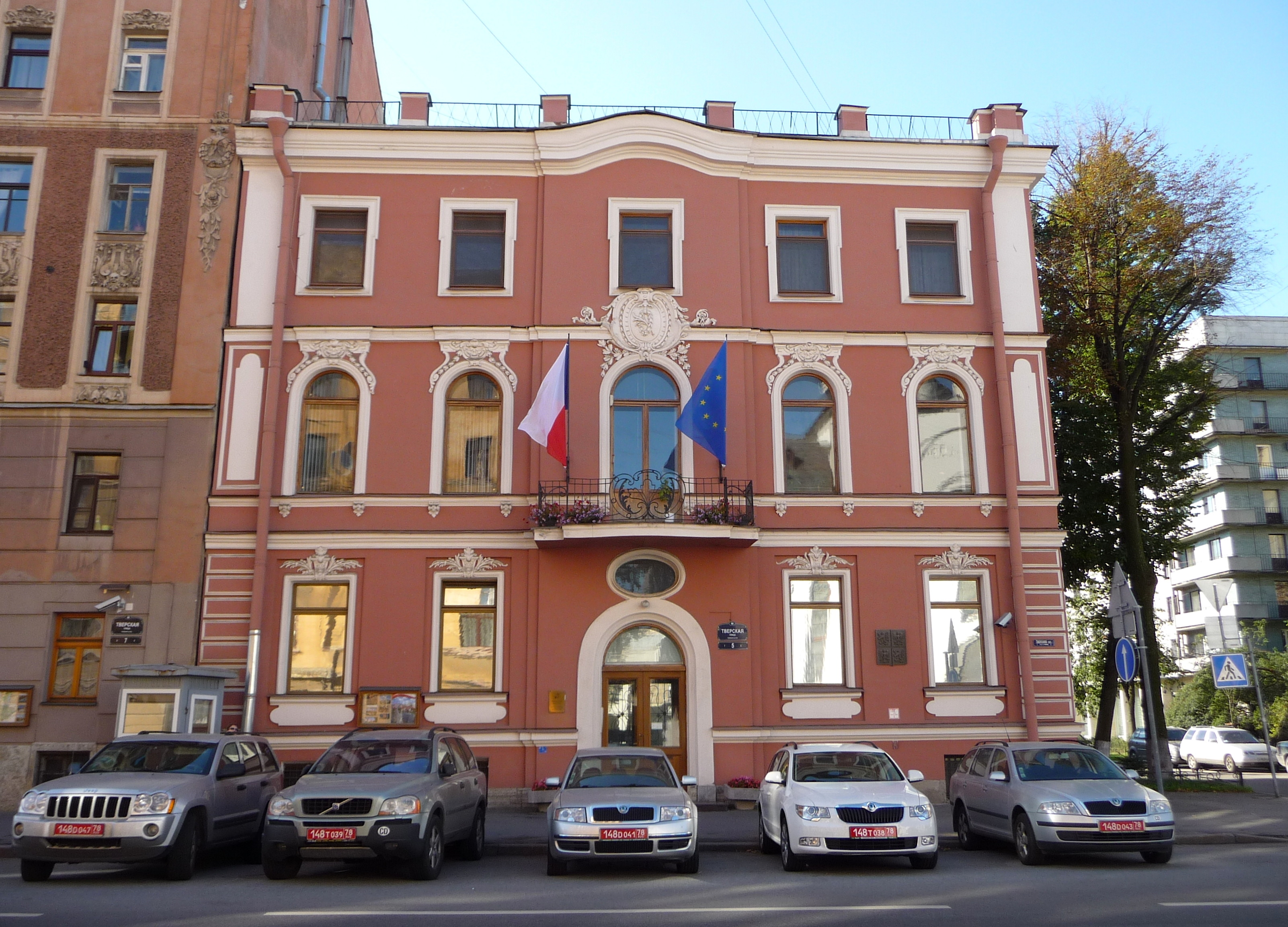
Консульство Чехії в Санкт-Петербурзі, Росія
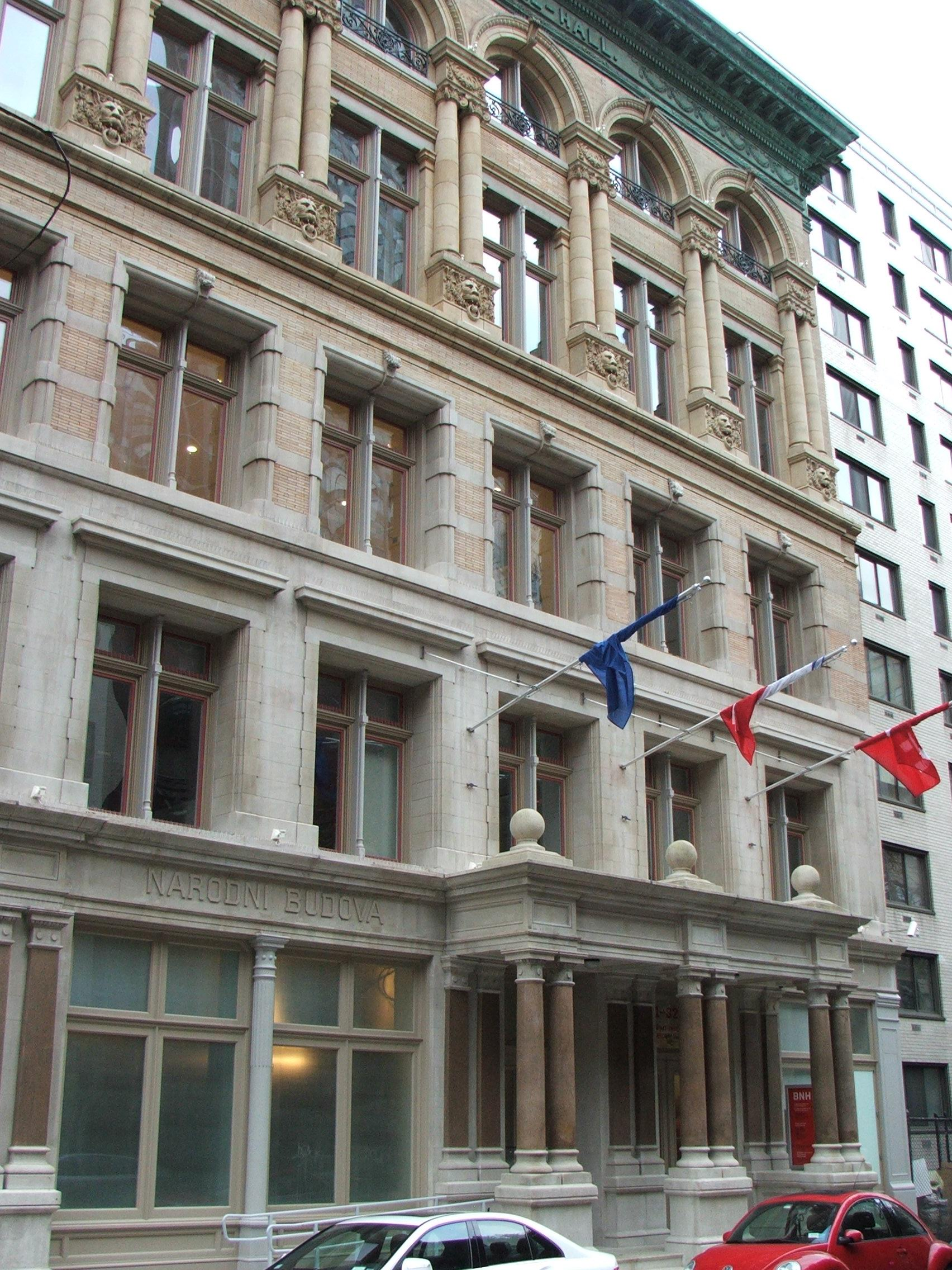
Консульство Чехії в Нью-Йорку, США